# 18. Januar
Der 18. Januar (auch 18. Jänner) ist der 18. Tag des gregorianischen Kalenders, somit bleiben 347 Tage (in Schaltjahren 348 Tage) bis zum Jahresende.

## Ereignisse

### Politik und Weltgeschehen
- 0350: Der römische Feldherr Magnentius macht sich selbst in Augustodunum zum Gegenkaiser von Kaiser Constans. Der Usurpator erhält Unterstützung von Truppen im westlichen Teil des Römischen Reiches und erteilt den Auftrag, Constans zu töten.

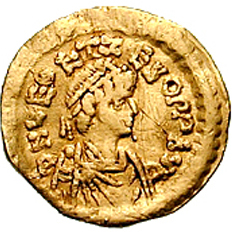
Münze Leos II.

- 0474: Der sechsjährige Leo II. wird nach dem Tod seines Großvaters Leo I. neuer oströmischer Kaiser.
- 0532: Während des Nika-Aufstandes der Zirkusparteien gegen den byzantinischen Kaiser Justinian I. wird auf dem Forum in Konstantinopel Flavius Hypatius zum Kaiser ausgerufen. Die blutige Niederschlagung des Aufstandes durch Truppen unter Belisar fordert rund 30.000 Menschenleben.
- 1126: Der chinesische Kaiser Song Huizong übernimmt die Verantwortung für die – von ins Reich der Song-Dynastie eindringenden Jurchen erzwungene – Flucht nach Hangzhou und dankt zu Gunsten seines Sohnes Song Qinzong ab.
- 1367: Ferdinand I., der Schöne, besteigt als letzter Burgunder-König den portugiesischen Thron.

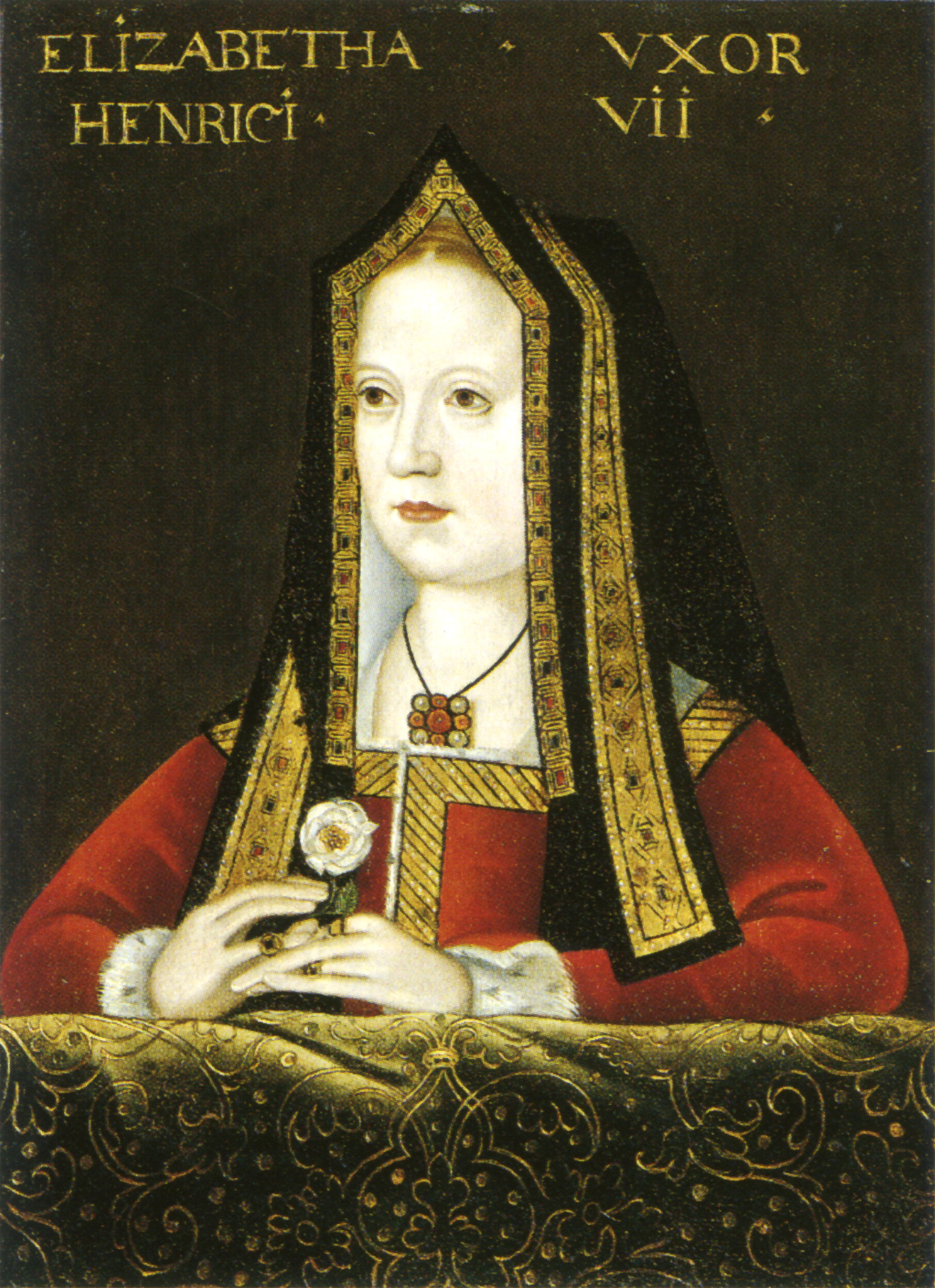
1486: Elizabeth of York

- 1486: Mit der Heirat des englischen Königs Heinrich VII. aus dem Haus Tudor mit Elizabeth of York werden die beiden verfeindeten Herrscherhäuser Lancaster und York miteinander vereint. Die Rosenkriege gehören damit endgültig der Vergangenheit an.
- 1535: Nach der Eroberung Perus gründet der spanische Konquistador Francisco Pizarro zur Eindämmung des Einflusses der bisherigen Inka-Hauptstadt Cusco auf einer Eingeborenensiedlung die neue Hauptstadt Ciudad de los Reyes, das heutige Lima.
- 1629: Der schwedische Reichstag billigt einen Kriegseintritt des von König Gustav II. Adolf regierten Landes im Dreißigjährigen Krieg gegen die Heere des Kaisers Ferdinand II. in Deutschland.

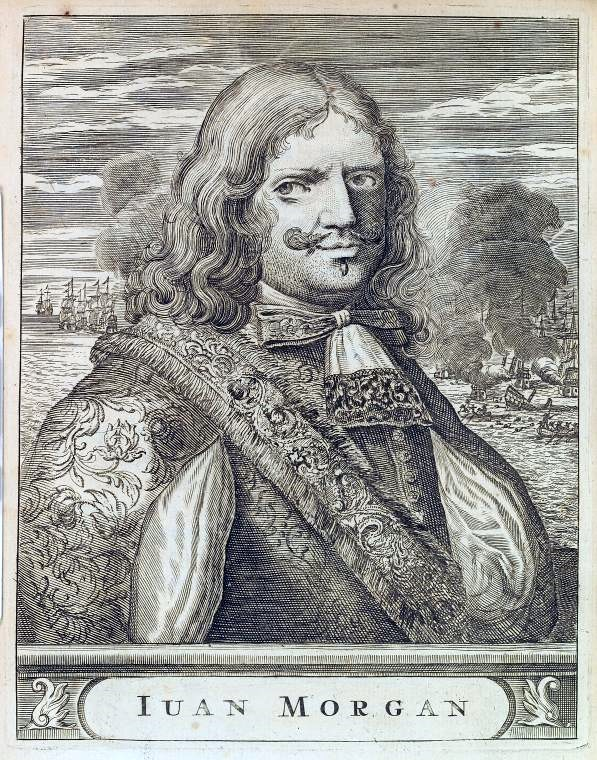
1671: Henry Morgan

- 1671: Der englische Freibeuter Henry Morgan erobert mit seinen Leuten die zum spanischen Vizekönigreich Peru gehörende Stadt Panama. Die Plünderung erbringt für die Angreifer ein Vermögen, die Stadt wird in Brand gesetzt, ihre Einwohner werden massakriert.
- 1678: Auf Rügen findet die Schlacht bei Warksow während des Schwedisch-Brandenburgischen Krieges statt. Die Schweden erobern die von den Dänen eingenommene Insel gegen ein dänisch-brandenburgisches Heer zurück. Doch acht Monate später ist in einem neuen Kampf die Gegenseite erfolgreich.

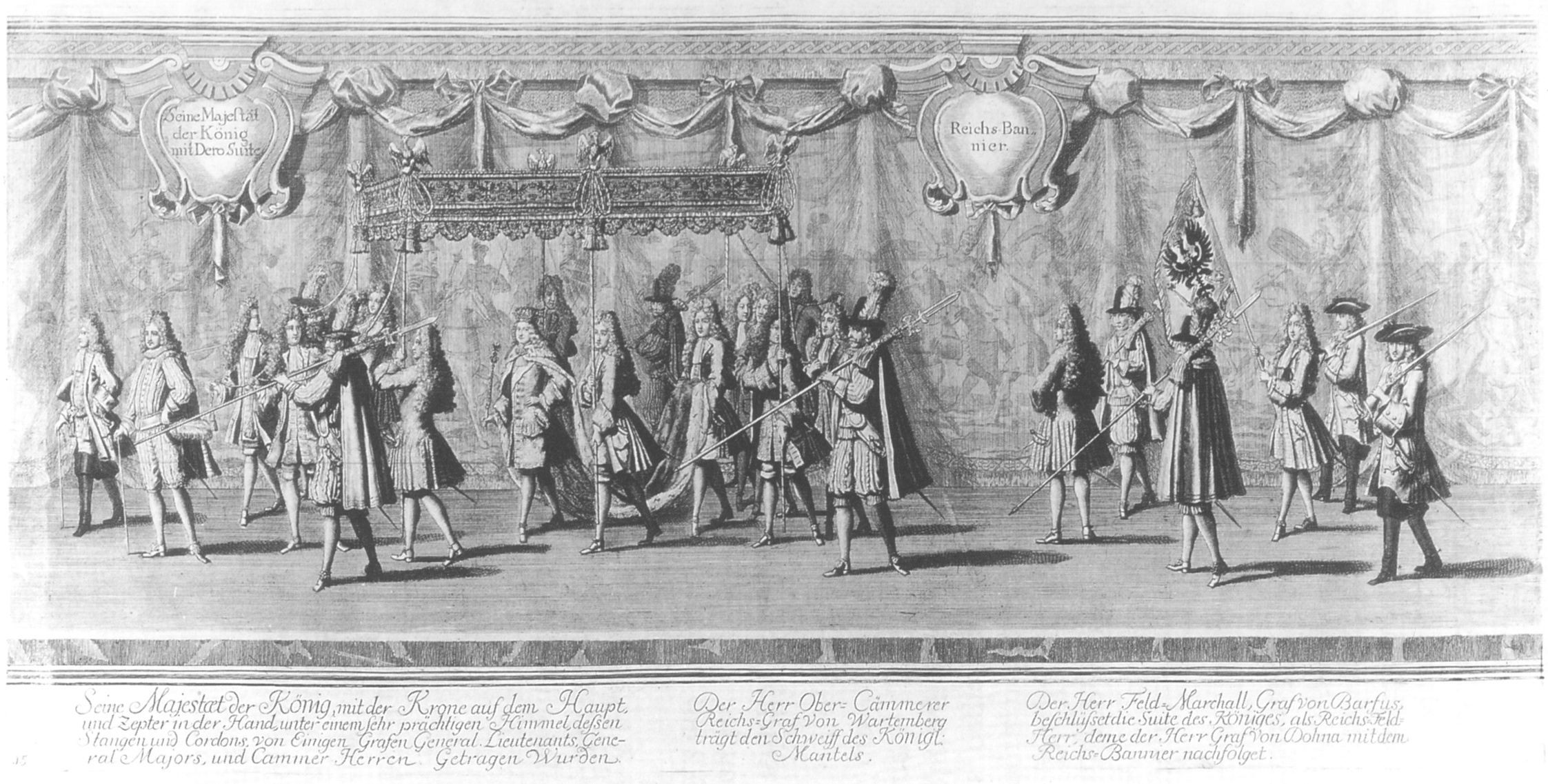
1701: Krönungszug Friedrichs I.

- 1701: Friedrich III., Kurfürst von Brandenburg, krönt sich selbst als Friedrich I. in Königsberg zum „König in Preußen“. Das von Friedrich großteils selbst inszenierte Zeremoniell findet im Königsberger Schloss statt.
- 1709: Die Städte Berlin, Cölln, Friedrichswerder, Dorotheenstadt und Friedrichstadt werden durch einen Erlass von Preußens König Friedrich I. mit Wirkung zum 1. Januar 1710 zur „Königlichen Haupt- und Residenzstadt Berlin“ vereinigt.
- 1775: Im Südatlantik wird von James Cook die unbewohnte Cooper-Insel gesichtet.
- 1777: Unter der Führung von Ethan Allen erklärt sich Vermont unter dem Namen New Connecticut zur unabhängigen Republik.

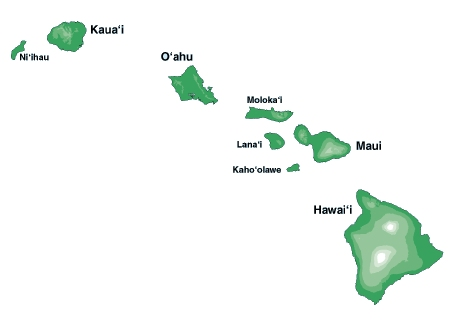
Karte Hawaiis

- 1778: James Cook entdeckt auf seiner dritten Südseereise als erster Europäer Hawaii und tauft die Inseln Sandwich-Inseln.
- 1801: Der russische Zar Paul I. macht Georgien zur Provinz seines Landes.

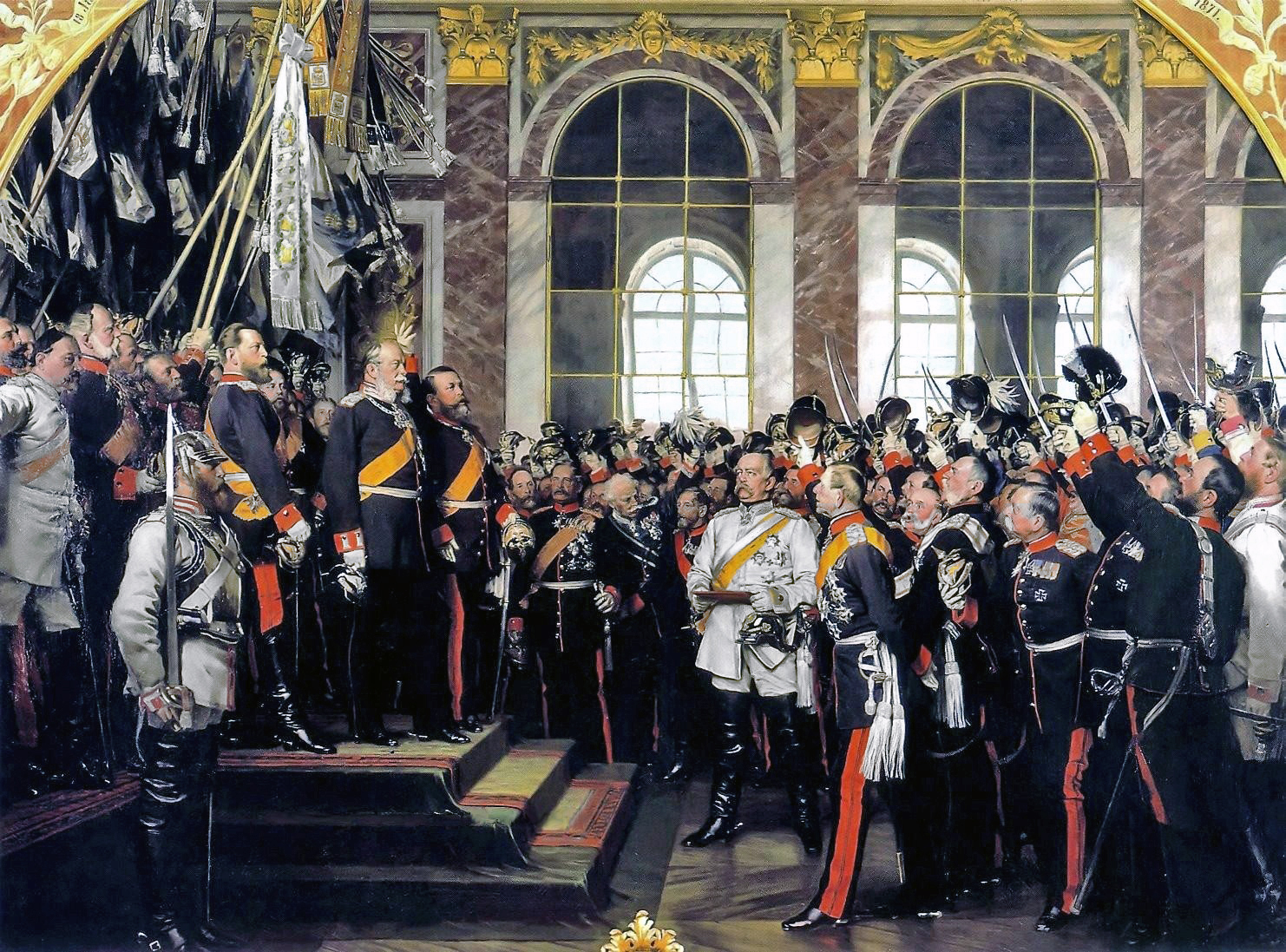
1871: Kaiserproklamation in Versailles

- 1871: Wilhelm I. von Preußen wird im Spiegelsaal des Schlosses von Versailles zum deutschen Kaiser proklamiert. Diesen Titel hatte er seit der deutschen Verfassung vom 1. Januar.
- 1915: Der japanische Premierminister Ōkuma Shigenobu überreicht dem Präsidenten der Chinesischen Republik, Yuan Shikai, die Einundzwanzig Forderungen, mit denen sich Japan einen größeren Einfluss in China sichern will.

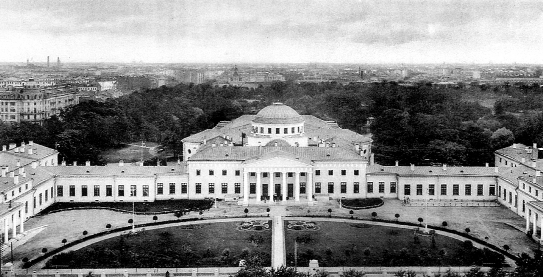
1918: Das Taurische Palais

- 1918: Nach der Wahl vom 25. November des Vorjahres tritt die Russische konstituierende Versammlung im Taurischen Palais in St. Petersburg erstmals zusammen. Sie wird bereits am nächsten Tag von der bolschewistischen Regierung Russlands aufgelöst.
- 1919: In Versailles wird die Pariser Friedenskonferenz 1919 eröffnet, auf welcher der Erste Weltkrieg völkerrechtlich beendet und die Nachkriegsordnung festgelegt werden soll.
- 1942: Mit einem Angriff von Partisanen auf die deutschen Besatzer beginnt an der deutsch-sowjetischen Front die Schlacht um Cholm, bei der mehrere tausend deutsche Soldaten („Kampfgruppe Scherer“) eingekesselt und erst nach 105 Tagen entsetzt werden.
- 1943: Die Nationalsozialisten marschieren in das Warschauer Ghetto ein, um dieses aufzulösen und die jüdischen Bewohner in Vernichtungslager zu deportieren. Der Jüdischen Kampforganisation unter Mordechaj Anielewicz gelingt es in viertägigen Kämpfen, die Deutschen zunächst wieder zu vertreiben.
- 1945: Zwei Tage nach der Ankunft Adolf Hitlers in Berlin wird auf dem Wilhelmplatz in der Stadtmitte das letzte Aufgebot des Volkssturms filmisch festgehalten, darunter auch eine Rede des NS-Propagandaministers Joseph Goebbels mit dem bekannten Teil: „… unsere Mauern mögen brechen, aber unsere Herzen nie …“.
- 1947: Nach einer Parteiversammlung im Palazzo Barberini in Rom spaltet sich der rechte Flügel der Sozialistischen Partei Italiens um Giuseppe Saragat ab, um als PSLI (später PSDI) weiter die Regierung von Alcide De Gasperi zu unterstützen und Italiens antisowjetische Orientierung nach Westen zu verankern.
- 1956: Die Volkskammer der DDR beschließt die Aufstellung der Nationalen Volksarmee (NVA).
- 1963: Die zum Britischen Weltreich gehörende Kolonie Aden tritt der Südarabischen Föderation bei.
- 1974: Durch Vermittlung des US-amerikanischen Außenministers Henry Kissinger schließen Ägypten und Israel ein Abkommen über eine Truppenentflechtung nach dem Jom-Kippur-Krieg.
- 1982: Das im Bau befindliche französische Kernkraftwerk Creys-Malville wird im Zuge von Protesten mit fünf Raketen beschossen, die den Reaktorkern nur knapp verfehlen.
- 1996: In Lübeck sterben bei einem Brandanschlag auf eine Asylbewerberunterkunft zehn Menschen.
- 2000: Auf Aufforderung der Partei tritt der frühere deutsche Bundeskanzler Helmut Kohl wegen der CDU-Spendenaffäre als Ehrenvorsitzender der CDU zurück.

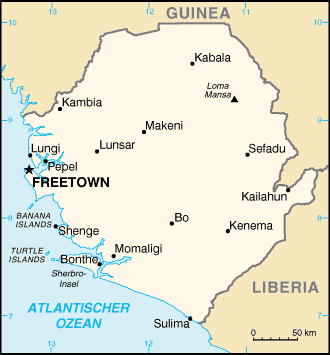
2002: Sierra Leone

- 2002: Zwei Tage nach der Errichtung eines Sondergerichtshofes durch einen Vertrag zwischen Sierra Leone und den Vereinten Nationen wird der Bürgerkrieg in Sierra Leone von Präsident Ahmad Tejan Kabbah in einer feierlichen Zeremonie für beendet erklärt.
- 2009: Mit einem einseitigen Waffenstillstand beenden die israelischen Streitkräfte die seit 27. Dezember des Vorjahres laufende Operation Gegossenes Blei gegen Einrichtungen und Mitglieder der Hamas im Gazastreifen.

### Wirtschaft
- 1695: In Frankreich erlässt König Ludwig XIV. eine Kopfsteuer. Die Bevölkerung wird in 22 Steuerklassen eingeteilt. In der niedrigsten ist eine Livre an den Staat zu entrichten, in der höchsten sind es 2.000 Livres.

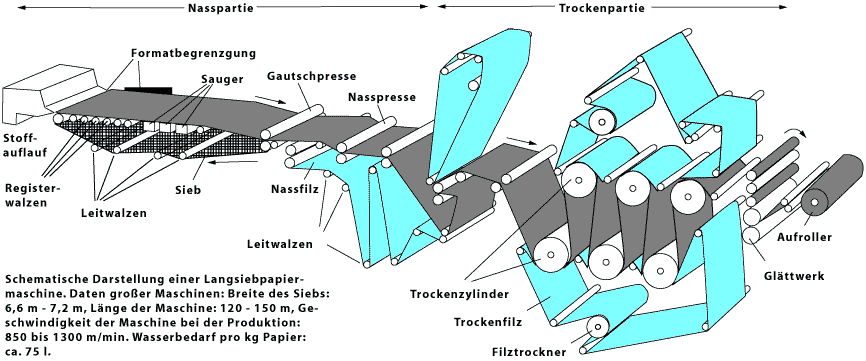
1799: Schematische Darstellung einer Langsiebpapiermaschine

- 1799: Der Franzose Nicholas-Louis Robert erhält ein Patent auf die von ihm im Vorjahr erfundene Langsiebpapiermaschine.
- 1800: Die Banque de France wird durch den Ersten Konsul Napoleon Bonaparte geschaffen, um nach der schweren Rezession während der Revolutionszeit das Wirtschaftswachstum zu fördern. Aufgabe der Bank ist es, im Austausch gegen angekaufte Handelswechsel dem Vorleger auf Sicht Banknoten auszugeben. Geschäftsgebiet ist jedoch nur die Stadt Paris.
- 1828: Die Königreiche Bayern und Württemberg bilden den Süddeutschen Zollverein.

1993: Das Focus-Logo

- 1993: Die erste Ausgabe des deutschen Nachrichtenmagazins Focus erscheint im Burda-Verlag München unter der Leitung von Herausgeber Hubert Burda und Helmut Markwort als Chefredakteur.

### Wissenschaft und Technik

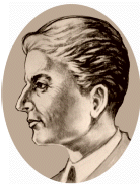
1887: Lazăr Edeleanu

- 1887: Lazăr Edeleanu gelingt die Erstsynthese des Amphetamins an der Friedrich-Wilhelms-Universität.

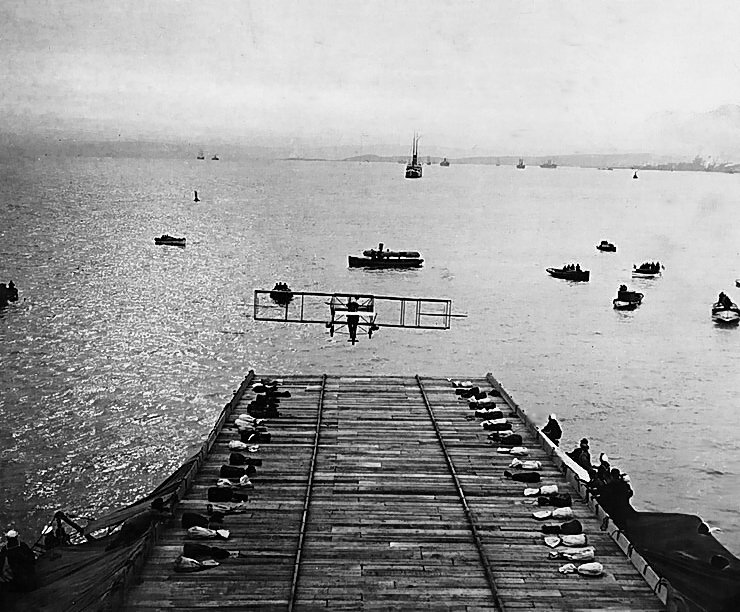
1911: Landung auf der USS Pennsylvania

- 1911: Dem Flugpionier Eugene Burton Ely gelingt – zwei Monate nach dem ersten erfolgreichen Start – erstmals auch die Landung auf einem Schiff, auf einer Plattform des schweren Kreuzers USS Pennsylvania. Dabei kommt das bis heute verwendete Fanghakensystem von Hugh Robinson zur Anwendung.
- 2005: Der Prototyp des Airbus A380 wird in Anwesenheit prominenter Gäste aus der Politik in Toulouse Medienvertretern vorgestellt.

### Kultur
- 1699: An der Hofburg in Wien erfolgt die Uraufführung der Oper La fede pubblica von Giovanni Bononcini.
- 1773: Unter König Gustav III. beginnen im Stockholmer Bollhuset Opernaufführungen in Schweden.

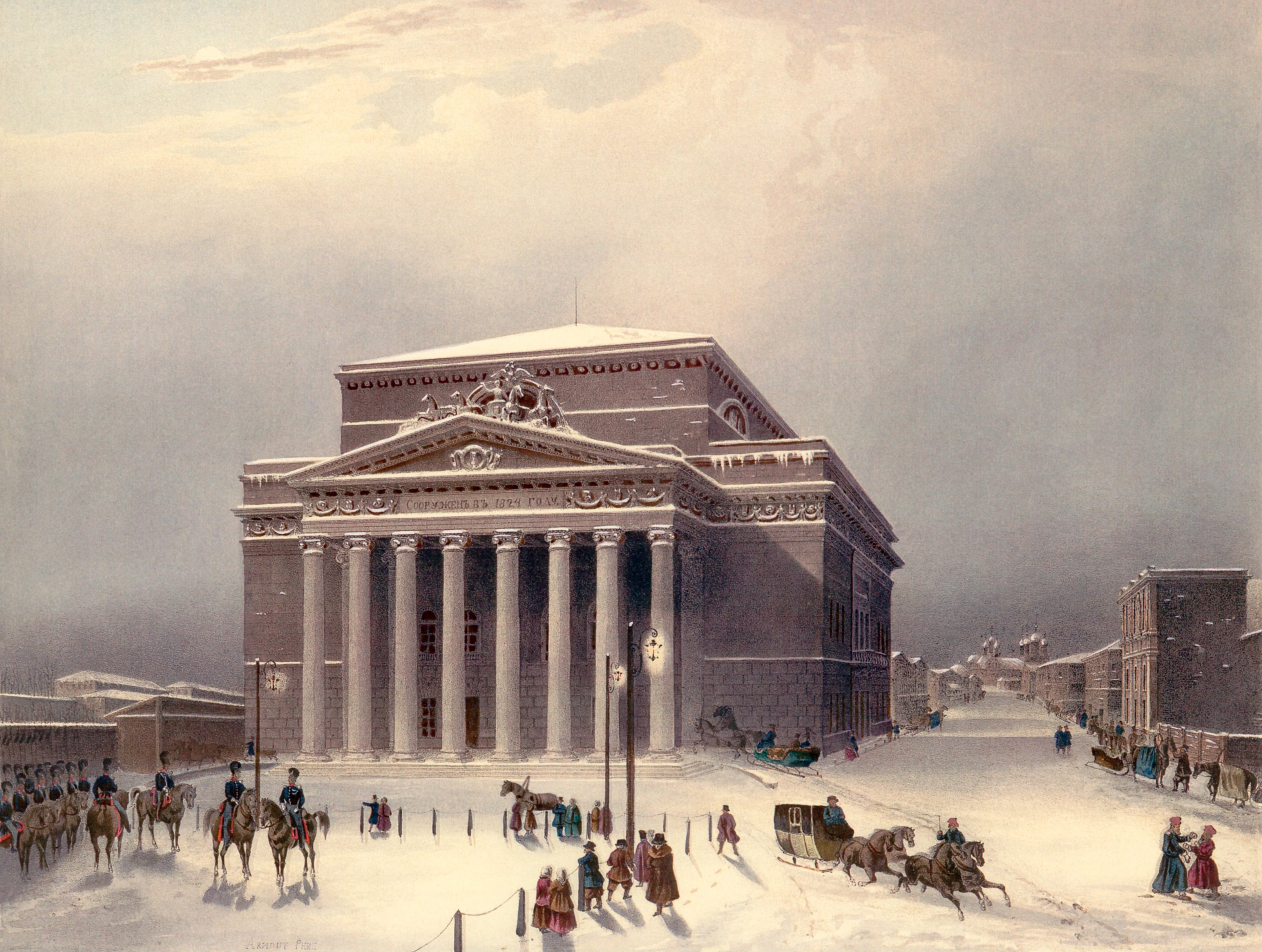
1825: Bolschoi-Theater

- 1825: Das 1805 abgebrannte und von Joseph Bové wiedererbaute Petrowski-Theater wird unter dem Namen Bolschoi-Theater mit dem Prolog Der Triumph der Musen zur Musik von Alexei Nikolajewitsch Werstowski und Alexander Alexandrowitsch Aljabjew neu eröffnet.
- 1893: Die Messe in D-Dur von Ethel Smyth, das einzige geistliche Werk der Komponistin, wird in der Royal Albert Hall in London uraufgeführt. Die Uraufführung ist nur durch die Intervention der ehemaligen französischen Kaiserin Eugénie de Montijo möglich geworden.
- 1901: Ernst von Wolzogen gründet in Berlin am Alexanderplatz mit dem Überbrettl das erste deutsche Kabarett.
- 1931: In Königsberg wird die Komische Oper König Midas von Wilhelm Kempff uraufgeführt. Das vom Komponisten verfasste Libretto basiert auf dem Textbuch zu dem Singspiel Das Urteil des Midas von Christoph Martin Wieland.
- 1941: Das Museu Marítim de Barcelona öffnet für Besucher. Durch den Spanischen Bürgerkrieg hat sich die früher geplante Museumseröffnung verzögert.

Titelkarte des Films Die Sünderin

- 1951: Der Film Die Sünderin mit Hildegard Knef in der Hauptrolle wird zum ersten Mal aufgeführt und löst wegen angeblicher Glorifizierung von Prostitution, Sterbehilfe und Suizid einen Skandal aus. Aufführungsverbote und kirchliche Ablehnung wecken Interesse und sorgen für einen filmischen Publikumserfolg.
- 1969: Die erste Sendung der ZDF-Hitparade mit Dieter Thomas Heck als Moderator wird ausgestrahlt.
- 1975: Die Oper Ein wahrer Held  von Giselher Klebe wird in Zürich uraufgeführt.
- 2002: Rudi Cerne übernimmt die Moderation von Aktenzeichen XY … ungelöst.
- 2007: Über 300 Jahre nach Auflösung der ersten Fruchtbringenden Gesellschaft wird in Köthen die Neue Fruchtbringende Gesellschaft zu Köthen/Anhalt e. V. – Vereinigung zur Pflege der deutschen Sprache gegründet.

### Gesellschaft

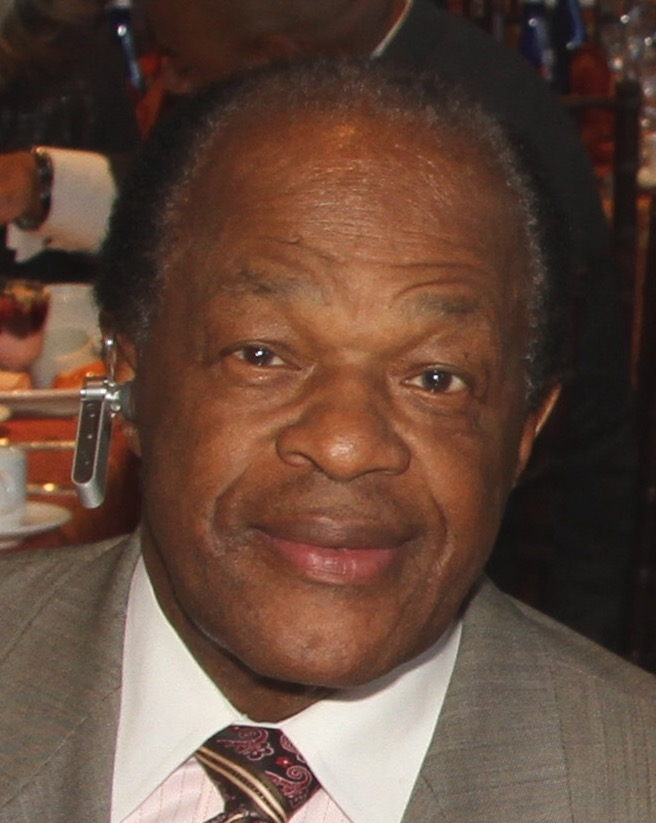
1990: Marion Barry

- 1990: Washingtons Bürgermeister Marion Barry wird wegen des Besitzes und Konsums einer Droge vom FBI festgenommen.

### Religion
- 0336: Marcus wird zum Bischof von Rom gewählt und folgt damit auf Silvester I. nach 17-tägiger Vakanz.
- 0708: Sisinnius wird als Nachfolger von Johannes VII. nach 89-tägiger Vakanz als Papst inthronisiert.
- 1529: Die protestantische Kirche gibt ihren ersten Katechismus heraus.

### Katastrophen
- 1884: Vor der Insel Martha’s Vineyard an der Küste des US-Bundesstaats Massachusetts sinkt der amerikanische Passagierdampfer City of Columbus nach einer Felskollision. 29 Menschen können gerettet werden, während 103 ertrinken oder im eiskalten Wasser erfrieren, darunter alle Frauen und Kinder an Bord.
- 1934: Ein schweres Erdbeben in der indischen Region Bihar fordert über 10.000 Todesopfer.

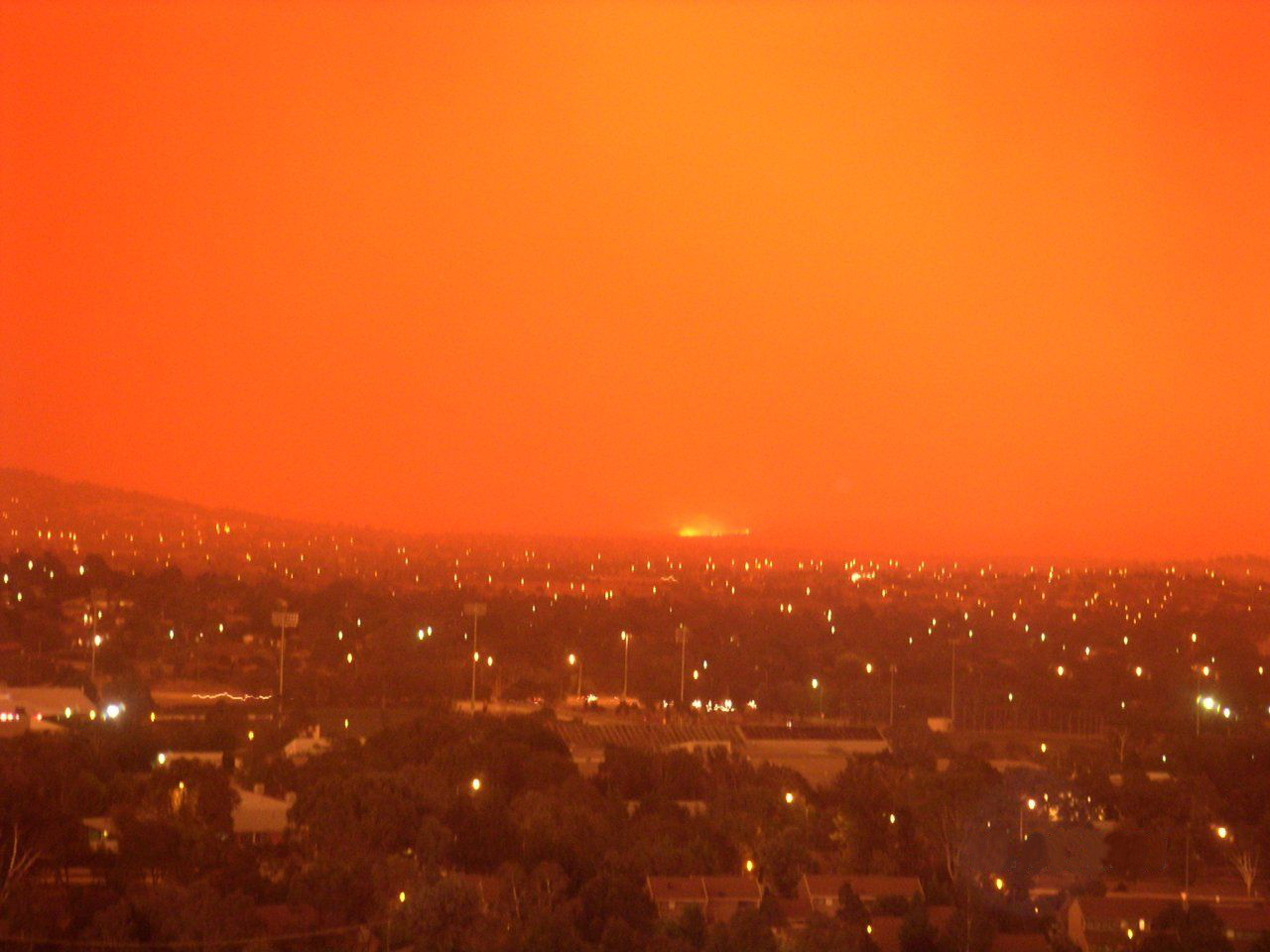
2003: Buschfeuer in Canberra

- 2003: Die am 8. Januar ausgebrochenen Buschfeuer in der australischen Hauptstadt Canberra geraten außer Kontrolle und durchbrechen die Eindämmungslinien.

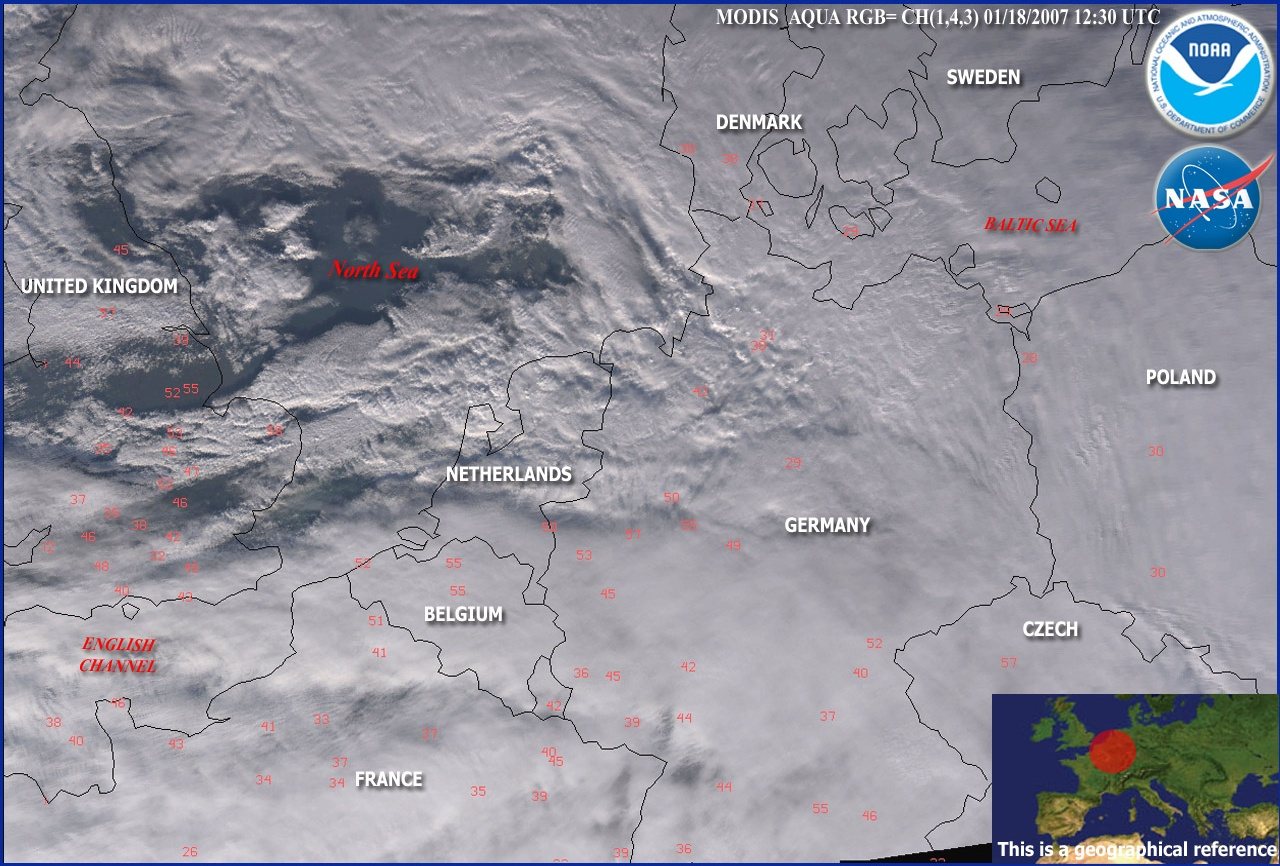
2007: Satellitenbild von Kyrill

- 2007: Der Orkan Kyrill, der schwerste Orkan seit Lothar vom 26. Dezember 1999, fegt über Europa hinweg. 47 Menschen kommen ums Leben und es entsteht ein Sachschaden von über einer Milliarde Euro.
- 2018: Das Orkantief Friederike erreicht seinen Höhepunkt, während es durch Europa zieht. Es fordert acht Tote, viele Verletzte und richtet Schäden in Höhe von Hunderten Millionen an.

Kleinere Unglücksfälle sind in den Unterartikeln von Katastrophe und in der Liste von Katastrophen aufgeführt.

### Natur und Umwelt
- 2000: Der etwa 4,5 Milliarden Jahre alte Meteorit Tagish Lake tritt in die Erdatmosphäre ein und schlägt in den vereisten Tagish Lake im Norden Kanadas ein.

### Sport
- 1953: Der Deutsche Badminton-Verband wird gegründet. Zum ersten Präsidenten wird Hans Riegel jr. gewählt.

Einträge von Leichtathletik-Weltrekorden befinden sich unter der jeweiligen Disziplin unter Leichtathletik.

## Geboren

### Vor dem 18. Jahrhundert
- 0366: Valentinianus Galates, römischer Prinz
- 1503: Joachim, Herzog von Münsterberg und Oels, Graf von Glatz, Bischof von Brandenburg
- 1519: Isabella Jagiellonica, polnisch-litauische Prinzessin, Königin von Ungarn
- 1523: Johannes Haller der Jüngere, Schweizer evangelischer Theologe und Reformator
- 1558: Johann Fladenstein, deutscher Jurist
- 1610: Hieronymus Kromayer, deutscher Theologe
- 1623: Sebastian Achamer, österreichischer Orgelbauer

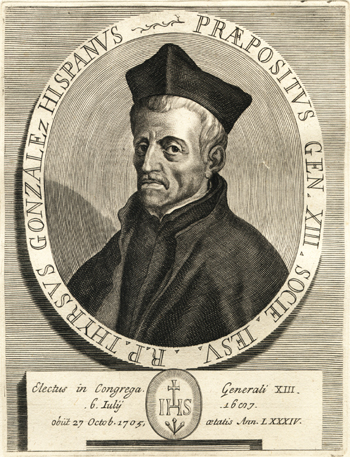
Thyrsus González (* 1624)

- 1624: Thyrsus González, spanisch-italienischer Ordensgeneral
- 1624: Johannes Lavater, Schweizer evangelischer Geistlicher und Hochschullehrer
- 1641: François Michel Le Tellier de Louvois, französischer Staatsmann und Kriegsminister
- 1649: Wilhelm Moritz, Fürst von Nassau-Siegen
- 1649: Johann Kahler, deutscher Mathematiker und lutherischer Theologe
- 1657: Heinrich Casimir II., Fürst von Nassau-Dietz, Statthalter von Friesland, Groningen und Drenthe
- 1670: Jeanne Baptiste d’Albert de Luynes, französische Aristokratin und Geliebte von König Viktor Amadeus I. von Sardinien-Piemont
- 1682: Jonathan Belcher, britischer Politiker, Gouverneur von Massachusetts, New Hampshire und New Jersey
- 1684: Martin Knobloch, deutscher Pädagoge und Theologe
- 1684: Johann David Köhler, deutscher Historiker, Numismatiker und Heraldiker
- 1689: Charles de Secondat, Baron de Montesquieu, französischer Schriftsteller, Philosoph und Staatstheoretiker der Aufklärung (Taufdatum)
- 1694: Johann Gottfried von Hahn, schlesischer Arzt und Medizinalrat in Breslau

### 18. Jahrhundert

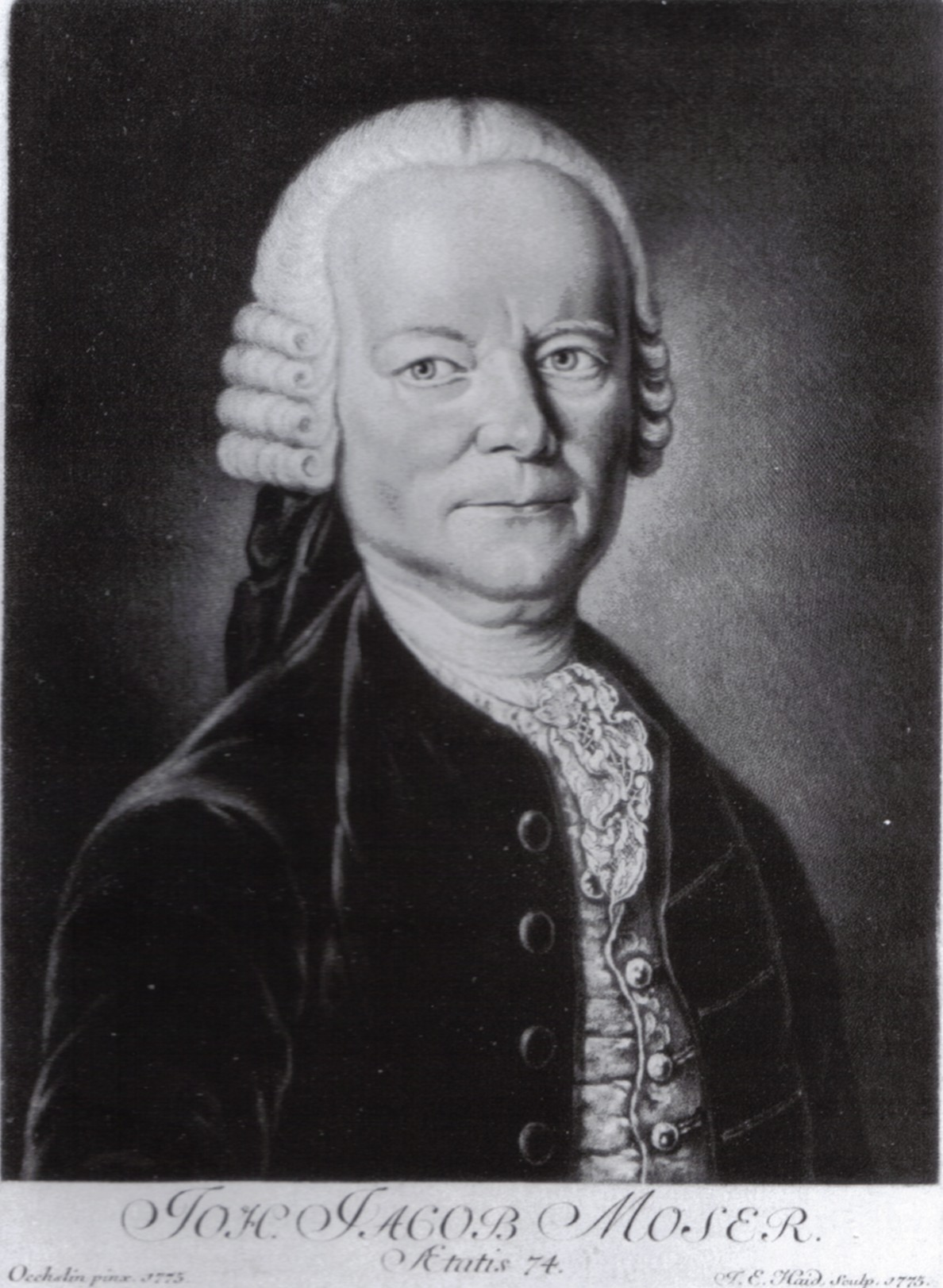
Johann Jacob Moser (* 1701)

- 1701: Johann Jacob Moser, deutscher Staatsrechtslehrer
- 1707: Johann Aloys I. zu Oettingen-Spielberg, Fürst des Fürstentums Oettingen-Spielberg
- 1717: Fedele Tirrito, sizilianischer Maler, Schriftsteller, Prediger und Kapuzinerpater
- 1724: Johann Jacob Schramm, deutscher Orgelbauer
- 1726: Heinrich von Preußen, Sohn von König Friedrich Wilhelm I.
- 1733: Engelbert Klüpfel, deutscher Theologe
- 1734: Caspar Friedrich Wolff, deutscher Physiologe und Anatom
- 1735: Jeremias Majer, englischer Maler deutscher Herkunft
- 1743: Ignazio Gaetano Boncompagni-Ludovisi, italienischer Kardinal
- 1743: Karagoromo Kisshū, japanischer Dichter
- 1747: Michele Di Pietro, italienischer Kardinal
- 1750: Odano Naotake, japanischer Maler
- 1750: Johann Gottlob Theaenus Schneider, deutscher Altphilologe, Naturwissenschaftler und Lexikograf
- 1751: Ferdinand Kauer, österreichischer Komponist und Dirigent
- 1757: Charles Pole, britischer Admiral
- 1757: Johann Conrad Winz, Schweizer Gerichtsschreiber, Plantagenleiter, Sklavenhändler und Politiker
- 1774: Johann Heinrich Bernhard Dräseke, deutscher Theologe, Generalsuperintendent und Bischof
- 1778: George Bellas Greenough, britischer Geologe
- 1778: Ludwig Georg Winter, deutscher Politiker, badischer Beamter, Minister und Reformer
- 1779: Peter Mark Roget, britischer Arzt und Lexikograph
- 1782: Daniel Webster, US-amerikanischer Außenminister
- 1788: Jonathan August Weichert, deutscher Altphilologe und Pädagoge
- 1792: Karl Gustav Bischof, deutscher Geologe und Chemiker
- 1795: Anna Pawlowna, Königin der Niederlande

### 19. Jahrhundert

#### 1801–1850
- 1801: James Evans, kanadischer Methodist und Linguist
- 1806: Dorothea Pfeiffer, deutsche Malerin
- 1808: Franz Kugler, deutscher Kunsthistoriker und Schriftsteller
- 1808: Wilhelmine von Dänemark, dänische Prinzessin und Herzogin von Glücksburg
- 1810: Theodor Kliefoth, deutscher Theologe
- 1813: Theodor Engelbrecht, deutscher Pomologe
- 1813: Joseph Glidden, US-amerikanischer Farmer
- 1815: Eduard Boas, deutscher Schriftsteller
- 1815: James Chesnut jr., US-amerikanischer Rechtsanwalt, Politiker und General

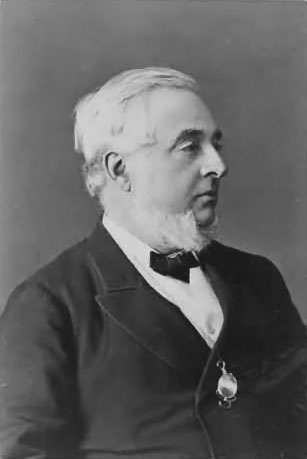
Warren de la Rue (* 1815)

- 1815: Warren De La Rue, britischer Astronom und Chemiker
- 1815: Konstantin von Tischendorf, deutscher Theologe, Forscher zur Textgeschichte des Neuen Testaments
- 1818: Joseph Matthäus Aigner, österreichischer Porträtmaler
- 1818: Adolf Aronheim, deutscher Jurist und Politiker
- 1818: August Ebrard, deutscher Theologe
- 1820: Thomas Joseph Hutchinson, britischer Forschungsreisender und Konsul
- 1821: Theodor Goldstücker, deutscher Sanskritforscher
- 1822: Reinold Aßmann, deutscher Jurist und Politiker
- 1823: Victor Ruffy, Schweizer Bundesrat
- 1825: Léon Carvalho, französischer Sänger und Operndirektor
- 1825: Edward Frankland, britischer Chemiker
- 1826: Joseph-Henri Altès, französischer Flötist
- 1828: Ehrenfried Leichel, deutscher, in den Niederlanden tätiger Orgelbauer
- 1829: Ludvig Lorenz, dänischer Physiker
- 1830: Grigor Parlitschew, mazedonisch-bulgarischer Schriftsteller
- 1831: Johann Jakob Bernoulli, Schweizer Archäologe

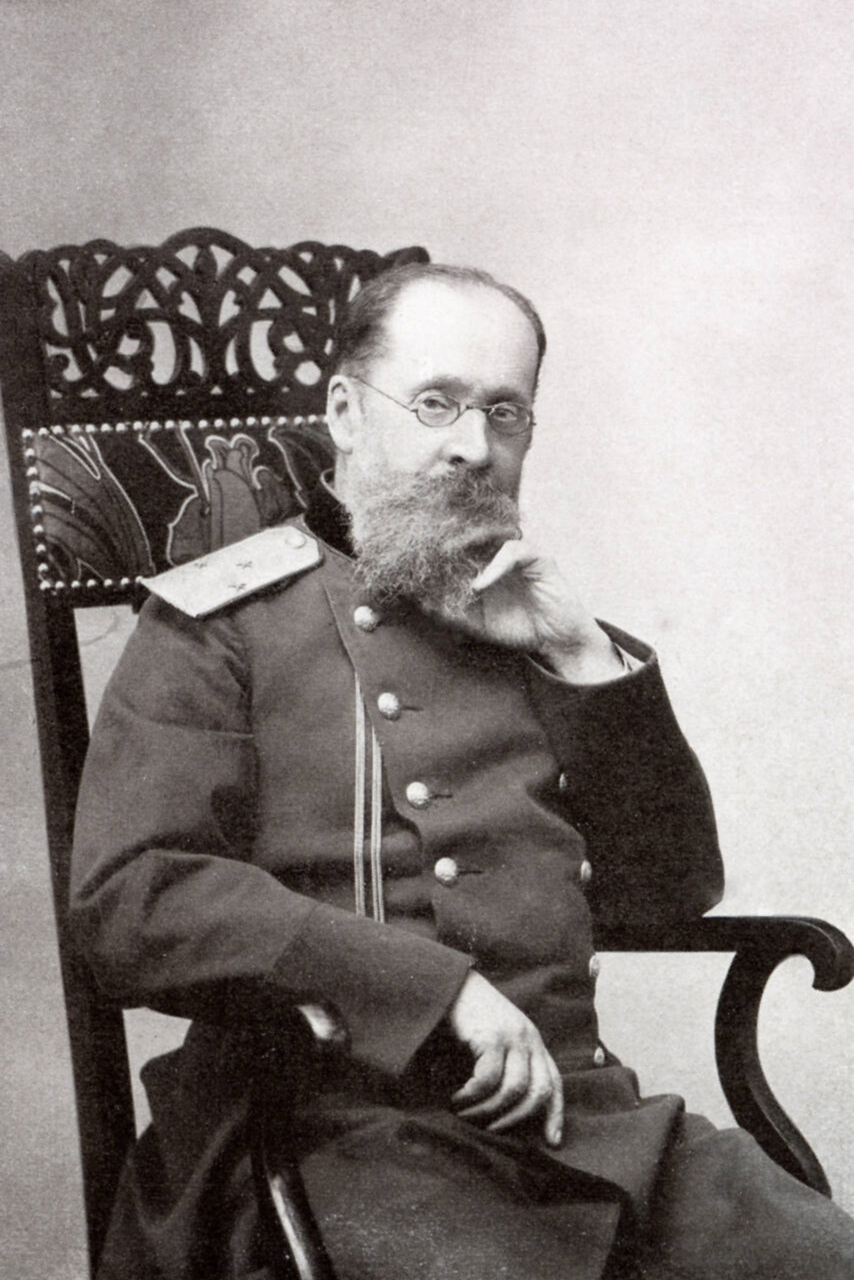
César Cui (* 1835)

- 1835: César Cui, russischer Komponist und Musikkritiker
- 1835: Eduard von Derenthall, deutscher Gesandter
- 1837: Hermann Rosenthal, deutscher Schriftsteller und Bühnenautor
- 1838ː Emma Ekwall, schwedische Malerin
- 1839: Emil Rohde, deutscher Theaterschauspieler
- 1840: Ernst Rudorff, deutscher Musiker, Kunstpädagoge und Naturschützer
- 1840: Alfred Percy Sinnett, britischer Journalist, Autor und Theosoph
- 1841: Emmanuel Chabrier, französischer Komponist und Pianist
- 1841: Paul Mendelssohn Bartholdy, deutscher Chemiker und Industrieller
- 1845: Hermann Grotefend, deutscher Archivar
- 1845: Bernhard Ludwig Suphan, deutscher Literaturwissenschaftler
- 1848: Ioan Slavici, rumänischer Schriftsteller
- 1849: Edmund Barton, australischer Premierminister
- 1849: Eugène Carrière, französischer Maler und Lithograph
- 1849: Antonio Cecchi, italienischer Entdecker
- 1849: Richard Pischel, deutscher Indologe
- 1849: Aleksander Świętochowski, polnischer Schriftsteller
- 1850: Seth Low, US-amerikanischer Pädagoge und Politiker

#### 1851–1900
- 1851: Heinrich Friedjung, österreichischer Historiker, Publizist und Journalist
- 1852: Albert Geßmann, österreichischer Politiker
- 1852: Adolf Walewski, polnischer Schauspieler, Regisseur und Dramatiker
- 1853: Kārlis Mīlenbahs, lettischer Sprachwissenschaftler
- 1853: Fanny Stresow, deutsche Malerin
- 1854: Carl Giesecke, deutscher Ingenieur und Industrieller
- 1856: Luigi Bianchi, italienischer Mathematiker

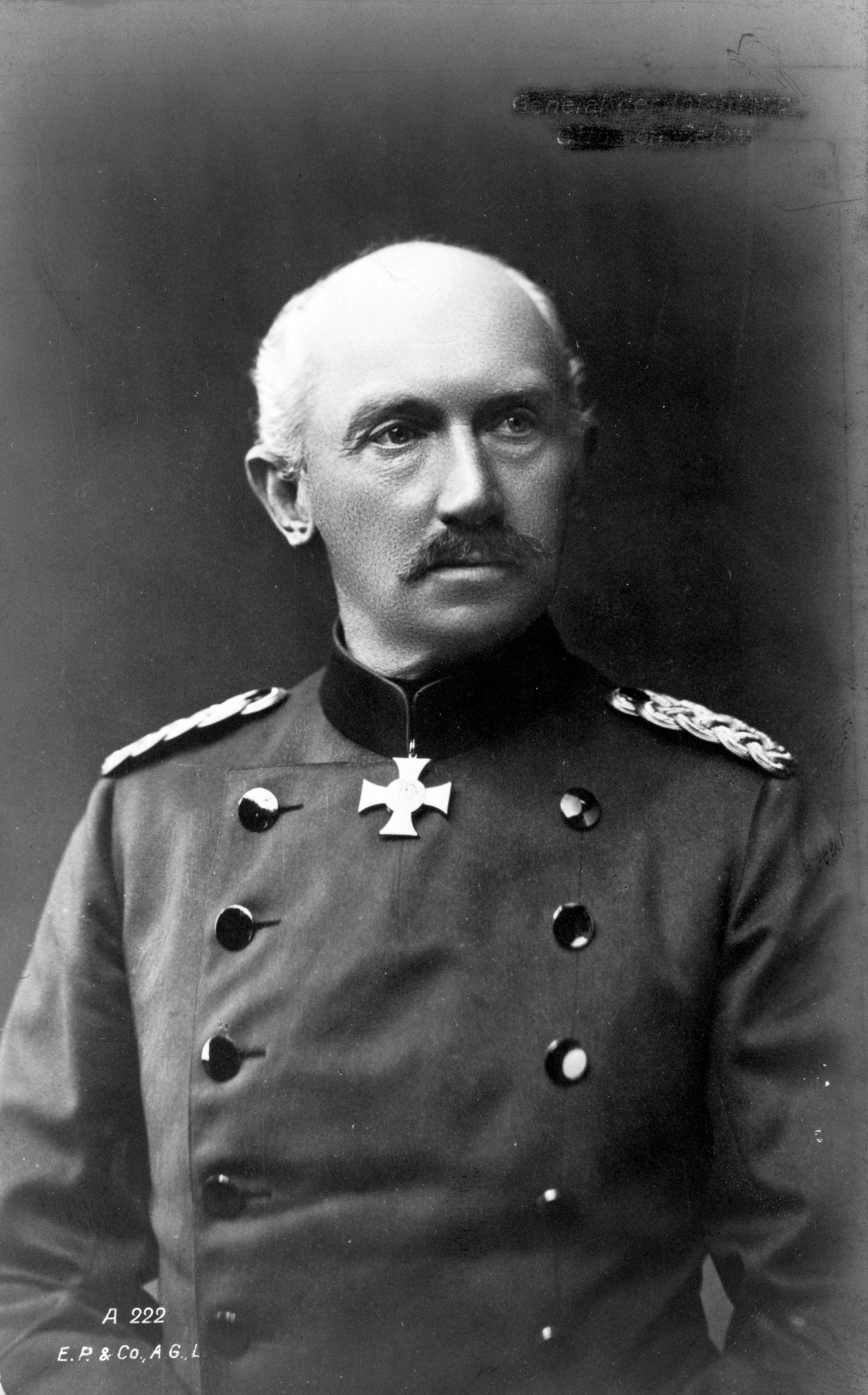
Otto von Below (* 1857)

- 1857: Otto von Below, deutscher General im Ersten Weltkrieg
- 1857: Franz Georg von Glasenapp, deutscher General
- 1857: Max Sering, deutscher Nationalökonom
- 1861: Demetrios I. Kadi, syrischer Geistlicher und Patriarch von Antiochia
- 1861: Hans Goldschmidt, deutscher Chemiker
- 1863: Oscar Troplowitz, deutscher Apotheker, Unternehmer und Kunstmäzen
- 1864: Adli Yakan Pascha, ägyptischer Politiker
- 1867: Rubén Darío, nicaraguanischer Schriftsteller und Diplomat
- 1869: Julius Meinl II., österreichischer Unternehmer in der Lebensmittelindustrie
- 1870: Alfred Margaine, französischer Politiker
- 1871: Franz Blei, österreichischer Schriftsteller, Übersetzer und Literaturkritiker
- 1872: Emmanuel d’Orléans, duc de Vendôme, französischer Adeliger
- 1873: Viktor Kienböck, österreichischer Politiker und Jurist
- 1873: Julius Kühlewein, deutscher Theologe
- 1875: Alexei Iwanowitsch Abrikossow, sowjetischer Pathologe und Akademiker
- 1875: Julián Carrillo, mexikanischer Komponist
- 1876: Meschadi Asisbekow, aserbaidschanischer Politiker
- 1876: Elsa Einstein, Cousine und zweite Ehefrau von Albert Einstein
- 1876: Rodolphe Plamondon, kanadischer Sänger, Cellist und Musikpädagoge
- 1877: Karl Hans Strobl, deutscher Schriftsteller
- 1878: Peter Christel Asmussen, deutscher Unternehmer und Politiker, MdL
- 1878: Thomas Edward Campbell, US-amerikanischer Politiker
- 1878: Agostino Gemelli, italienischer Priester und Mediziner
- 1879: Henri Giraud, französischer General
- 1879: Walter Kaesbach, deutscher Kunsthistoriker
- 1879: Arnold Knoblauch, deutscher Architekt und Unternehmer

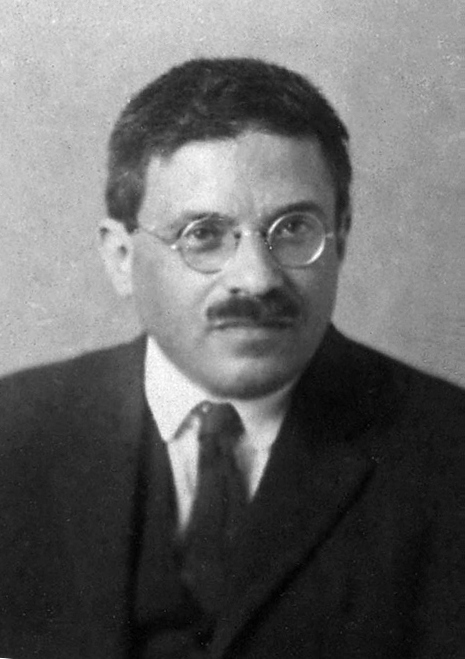
Paul Ehrenfest (* 1880)

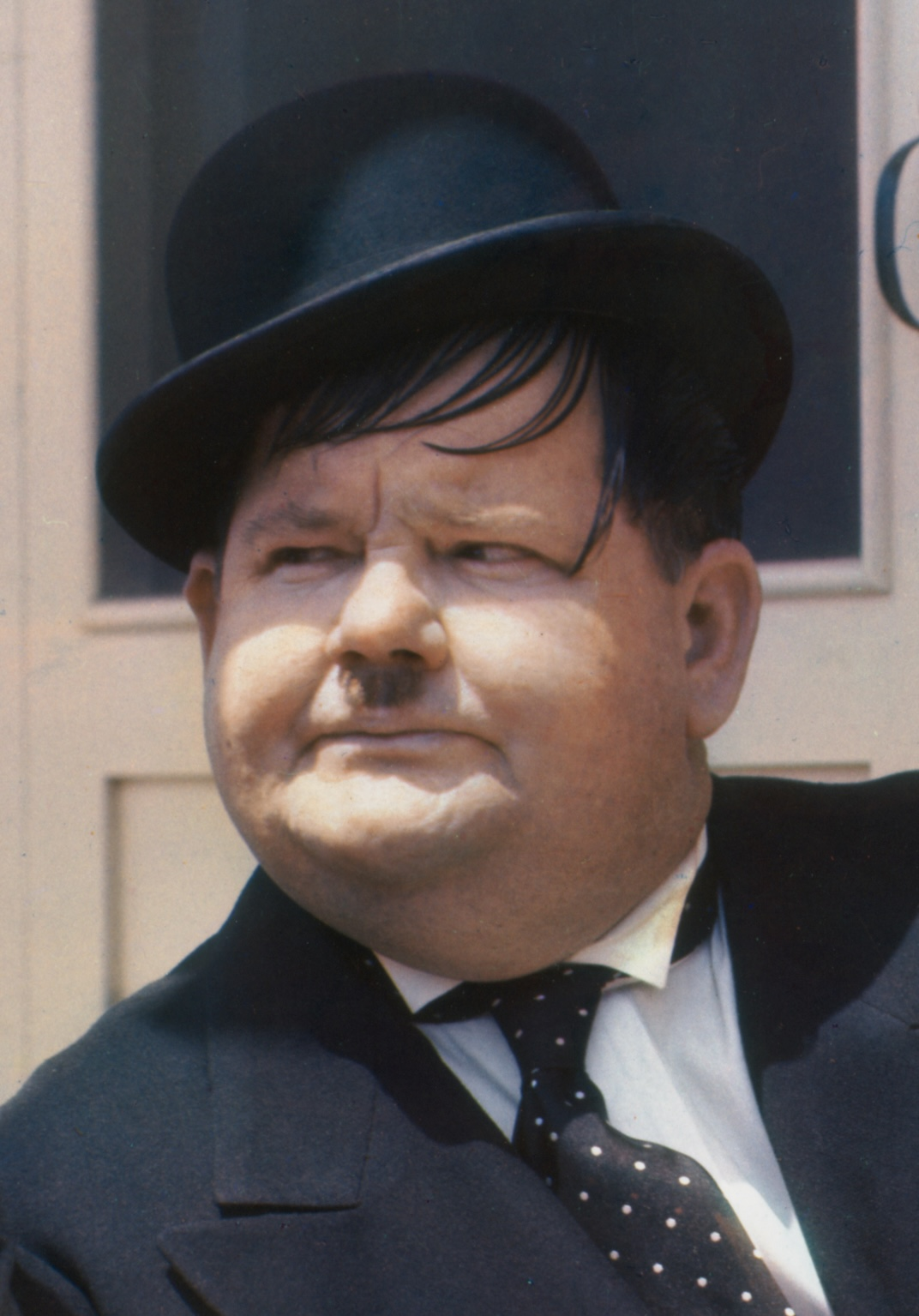
Oliver Hardy (* 1892)

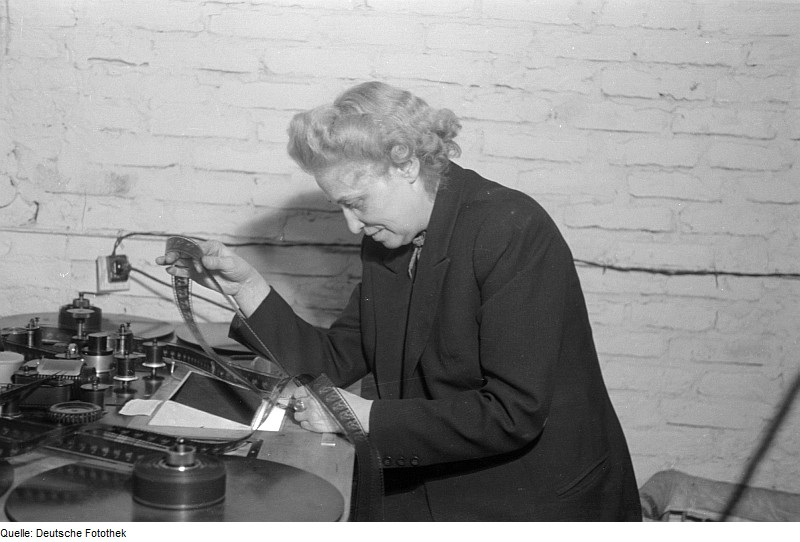
Ella Ensink (* 1897)

- 1880: Paul Ehrenfest, österreichischer Physiker
- 1880: Robert Pollack, österreichischer Geiger und Musikpädagoge
- 1880: Jenny Rauch, deutsche Theaterschauspielerin
- 1880: Alfredo Ildefonso Schuster, italienischer Priester, Erzbischof von Mailand und Kardinal
- 1882: Arthur Deicke, deutscher Flugzeug-Konstrukteur
- 1882: Lazare Lévy, französischer Pianist, Musikpädagoge und Komponist
- 1882: A. A. Milne, britischer Schriftsteller
- 1882: Anna Siemsen, deutsche Pädagogin und Politikerin
- 1883: Edith Andreae, deutsche Salonnière
- 1883: Henri Guibert, französischer Automobilrennfahrer
- 1883: George Oliver, US-amerikanischer Golfspieler
- 1886: Ștefan Dimitrescu, rumänischer Maler
- 1886: Clara Nordström, deutsche Schriftstellerin
- 1886: Ernst Schwarz, deutsch-US-amerikanischer Politiker, MdR
- 1887: Karl Zuhorn, deutscher Lokalpolitiker
- 1888: Wim Bronger, niederländischer Fußballspieler
- 1888: Michael Horlacher, deutscher Politiker, MdR, MdL, Landtagspräsident und MdB
- 1888: Thomas Sopwith, britischer Flugpionier und Segelsportler
- 1890: Jeanne Demons, kanadische Schauspielerin
- 1890: Charles Drouin, französischer Automobilrennfahrer
- 1892: Oliver Hardy, US-amerikanischer Komiker und Filmschauspieler
- 1892: Paul Rostock, deutscher Chirurg und KZ-Arzt, Angeklagter im Nürnberger Ärzteprozess
- 1894: Ado Anderkopp, estnischer Politiker und Journalist
- 1894: Robert Bréard, französischer Komponist
- 1894: Jan van Breda Kolff, niederländischer Fußballspieler
- 1894: Lucia Moholy, tschechisch-schweizerische Fotografin
- 1894: Wilhelm Heinrich Carl Tenhaeff, niederländischer Parapsychologe
- 1895: Johannes Mattfeld, deutscher Botaniker
- 1896: Ville Ritola, finnischer Leichtathlet, Olympiasieger
- 1897ː Ella Ensink, deutsche Filmeditorin
- 1899: Jan Bontjes van Beek, deutscher Bildhauer und Keramiker
- 1899: Fritz Bracht, deutscher NSDAP-Gauleiter von Oberschlesien, Reichsverteidigungskommissar, Organisator von Todesmärschen
- 1899: Gertrud Schloss, jüdische Journalistin, Feministin, Dichterin, Sozialdemokratin, Opfer der Shoa
- 1899: Lucian Wysocki, deutscher Polizeipräsident, SA- und SS-General

### 20. Jahrhundert

#### 1901–1925
- 1901: Murayama Tomoyoshi, japanischer Schriftsteller und Theaterleiter
- 1901: Pem, deutsch-britischer Journalist und Schriftsteller
- 1902: Umbo, deutscher Fotograf und Fotojournalist
- 1902: Émile Aillaud, französischer Architekt
- 1903: Angelo Kramel, deutscher Jurist, Politiker, MdB, Gewerkschafter und Vorsitzender des Beamtenbundes
- 1903: Berthold Goldschmidt, deutscher Komponist
- 1903: Werner Hinz, deutscher Schauspieler

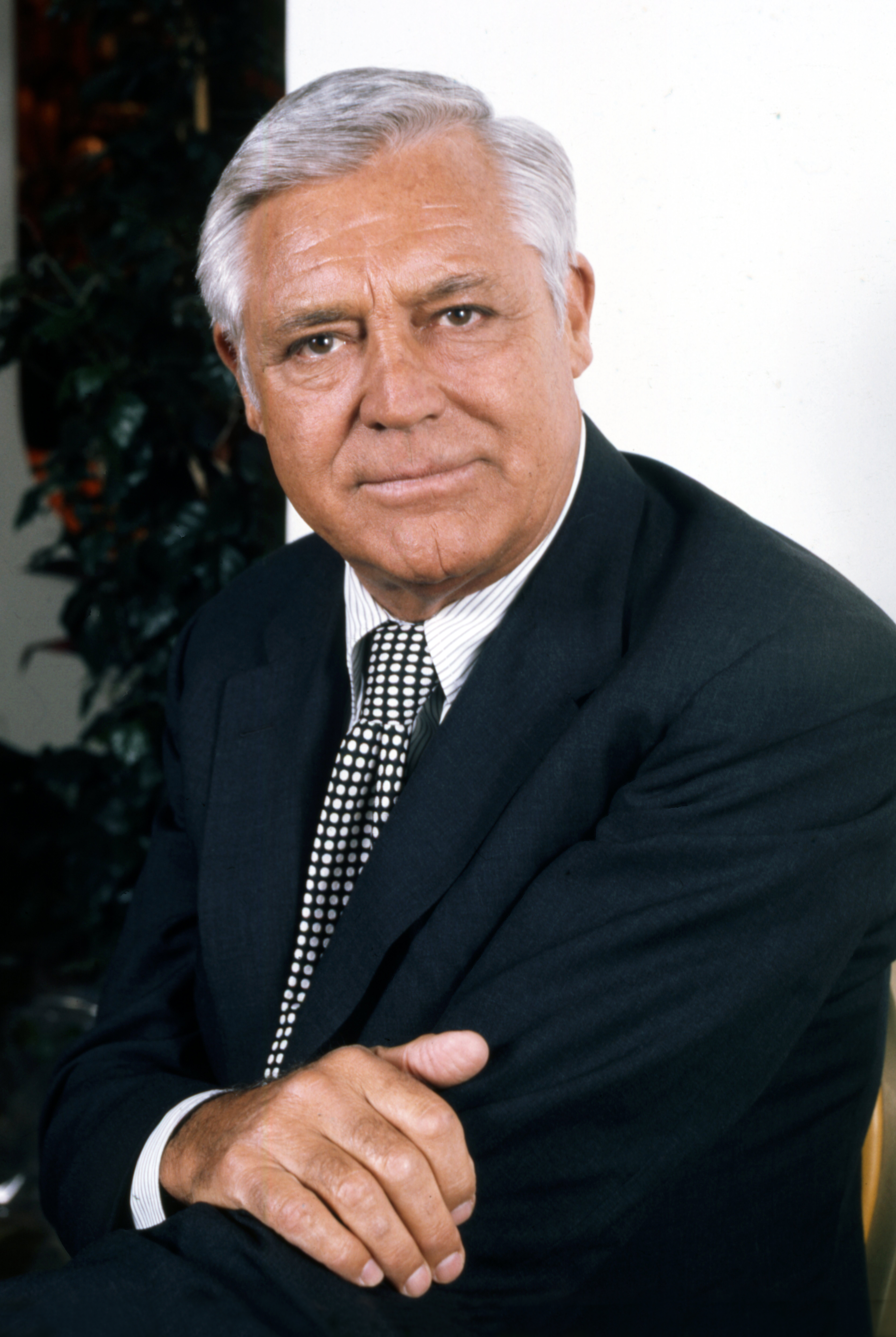
Cary Grant (* 1904)

- 1904: Cary Grant, britisch-US-amerikanischer Schauspieler
- 1904: Angelo Polledri, italienischer Ruderer
- 1905: Joseph Bonanno, US-amerikanischer Mafiaboss
- 1905: Herbert de Castro, panamaischer Komponist und Dirigent
- 1905: Chick Chandler, US-amerikanischer Schauspieler
- 1906: Hans Aeschbacher, Schweizer Maler und Bildhauer
- 1907: Werner Jacobi, deutscher Politiker, MdL, MdB
- 1908: Sibylla von Sachsen-Coburg und Gotha, Tochter des letzten Herzogs von Sachsen-Coburg und Gotha
- 1908: Stanisław Stomma, polnischer Publizist und Politiker
- 1908: Seymour Rexite, polnisch-US-amerikanischer Schauspieler und Sänger des jiddischen Theaters, Radios und Fernsehens
- 1909: Calvin S. Hall, US-amerikanischer Tiefenpsychologe und Traumwissenschaftler
- 1910: Friedrich Bätjer, deutscher Architekt
- 1910: Kenneth Ewart Boulding, US-amerikanischer Wirtschaftswissenschaftler
- 1910: Ivo Veit, deutscher Rundfunkregisseur, Schauspieler und Kabarettist
- 1911: Gábor Darvas, ungarischer Komponist und Musikwissenschaftler
- 1911: Hans-Hilmar Staudte, deutscher Schachmeister und Komponist
- 1911: José María Arguedas, peruanischer Schriftsteller

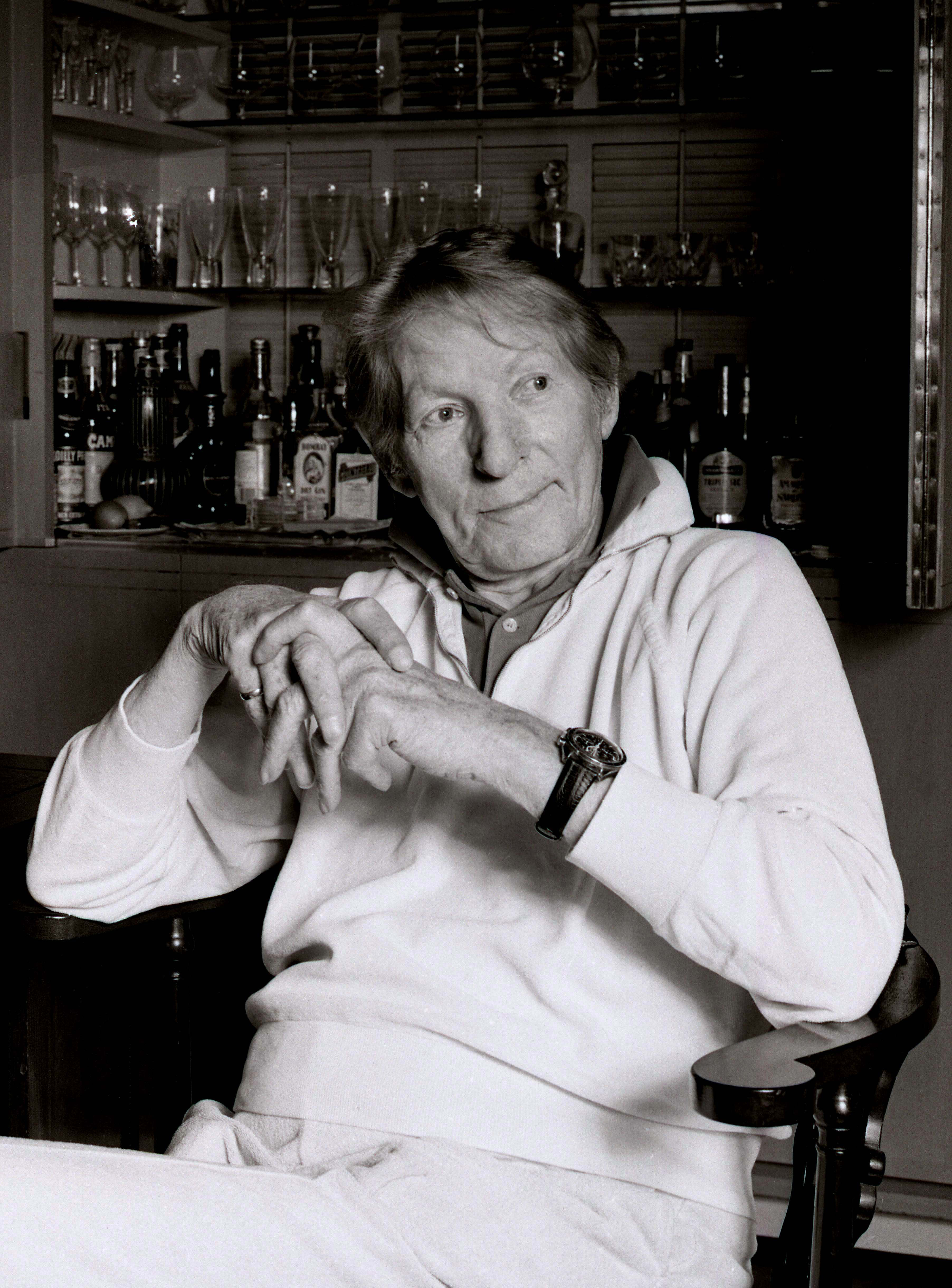
Danny Kaye (* 1911)

- 1911: Danny Kaye, US-amerikanischer Schauspieler, Komiker und Sänger
- 1912: René Gabriëls, belgischer Karambolageweltmeister und Billardtischhersteller
- 1912: Wilhelm Herz, deutscher Motorradrennfahrer und Weltrekordhalter
- 1912: Friedrich „Fritz“ Messner, deutscher Hockeyspieler
- 1914: Wilhelm Mahlow, deutscher Ruderer
- 1914: Arno Schmidt, deutscher Schriftsteller und Übersetzer
- 1915: Kaúlza Oliveira de Arriaga, portugiesischer General, Schriftsteller und Politiker
- 1915: Syl Apps, kanadischer Eishockeyspieler und -trainer
- 1915: Waldemar Grube, deutscher Forstmann und Unternehmer
- 1915: Boris Wiktorowitsch Rauschenbach, sowjetischer Physiker, Mitbegründer der sowjetischen Raumfahrt
- 1915: Vasilis Tsitsanis, griechischer Sänger, Komponist und Bouzouki-Virtuose
- 1915: Santiago Carrillo, spanischer Politiker
- 1916: Horst Adamietz, deutscher Journalist
- 1916: Wilhelm Góra, polnischer Fußballspieler
- 1916: Erika Pelikowsky, österreichische Schauspielerin
- 1918: Howie Richmond, US-amerikanischer Musikverleger
- 1919: Juan Orrego-Salas, chilenischer Komponist und Musikpädagoge
- 1919: Toni Turek, deutscher Fußballtorwart
- 1920: René Audet, kanadischer Bischof
- 1920: Constance Moore, US-amerikanische Schauspielerin
- 1921: Robert Étienne, französischer Archäologe

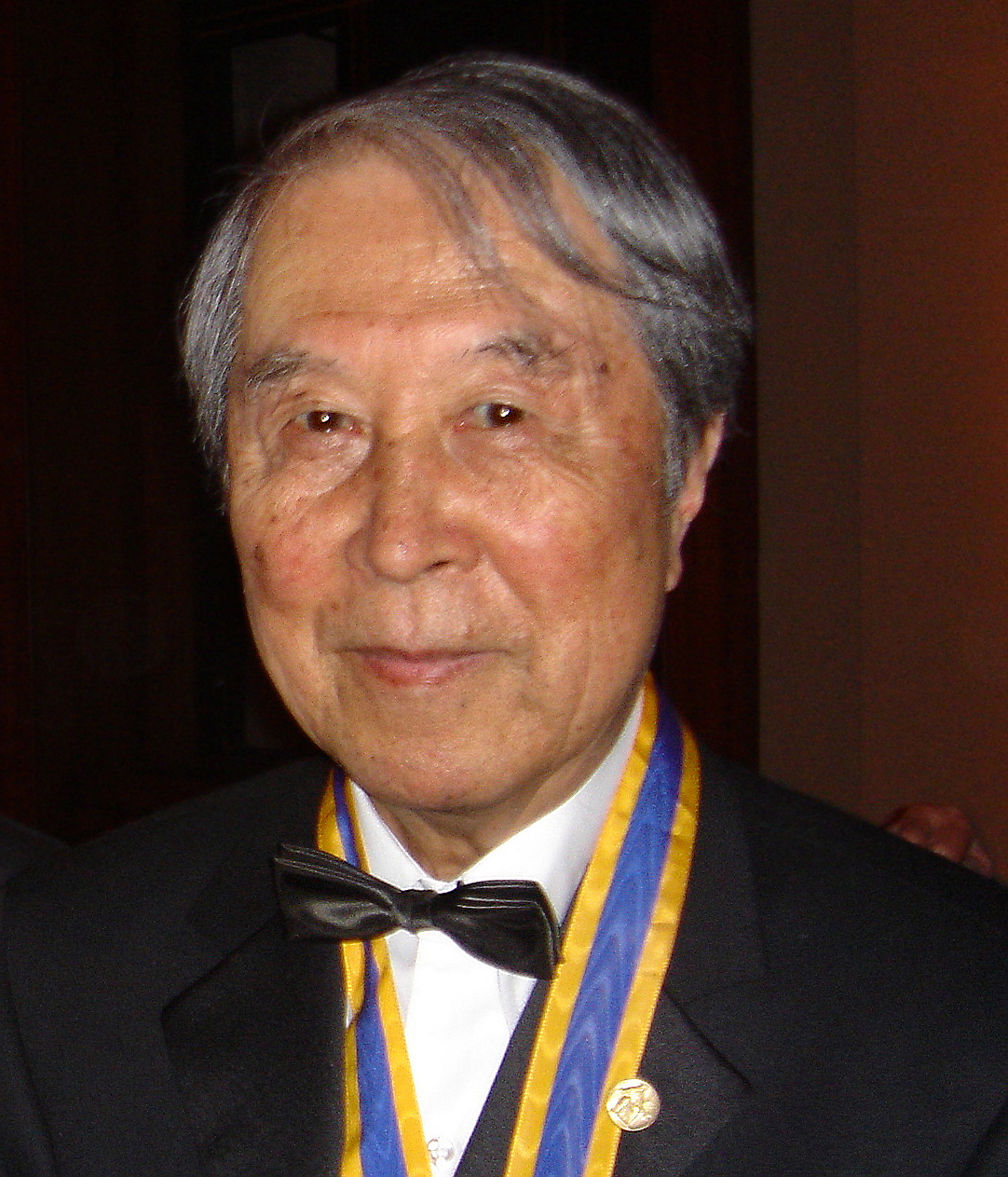
Yōichirō Nambu (* 1921)

- 1921: Yōichirō Nambu, US-amerikanischer Physiker japanischer Herkunft, Nobelpreisträger
- 1921: Belding Scribner, US-amerikanischer Mediziner
- 1921: Franz Weiss, österreichischer Maler und Bildhauer
- 1922: Antonio Bibalo, norwegischer Komponist und Pianist italienischer Abstammung
- 1924: Hubert Deuringer, deutscher Musiklehrer, Arrangeur und Orchesterleiter
- 1925: Gilles Deleuze, französischer Philosoph der Postmoderne
- 1925: John V. Evans, US-amerikanischer Politiker, Gouverneur von Idaho
- 1925: Arthur Paul, US-amerikanischer Grafikdesigner

#### 1926–1950
- 1926: Seth Abderhalden, Schweizer Bergsteiger und Extremkletterer
- 1927: Werner Liebrich, deutscher Fußballspieler und -trainer
- 1927: Rudolf Schlott, deutscher Fußballtrainer
- 1928: Josef Erben, deutscher Skirennläufer
- 1928: Alexander Jakowlewitsch Gomelski, russischer Basketballspieler und -trainer
- 1928: Franciszek Pieczka, polnischer Schauspieler
- 1929: Pierick Houdy, französisch-kanadischer Komponist
- 1929: Henri Loche, französischer Komponist
- 1929: Helmut Schellhardt, deutscher Filmschauspieler und Synchronsprecher
- 1930: An Kyŏng-ho, nordkoreanischer Politiker

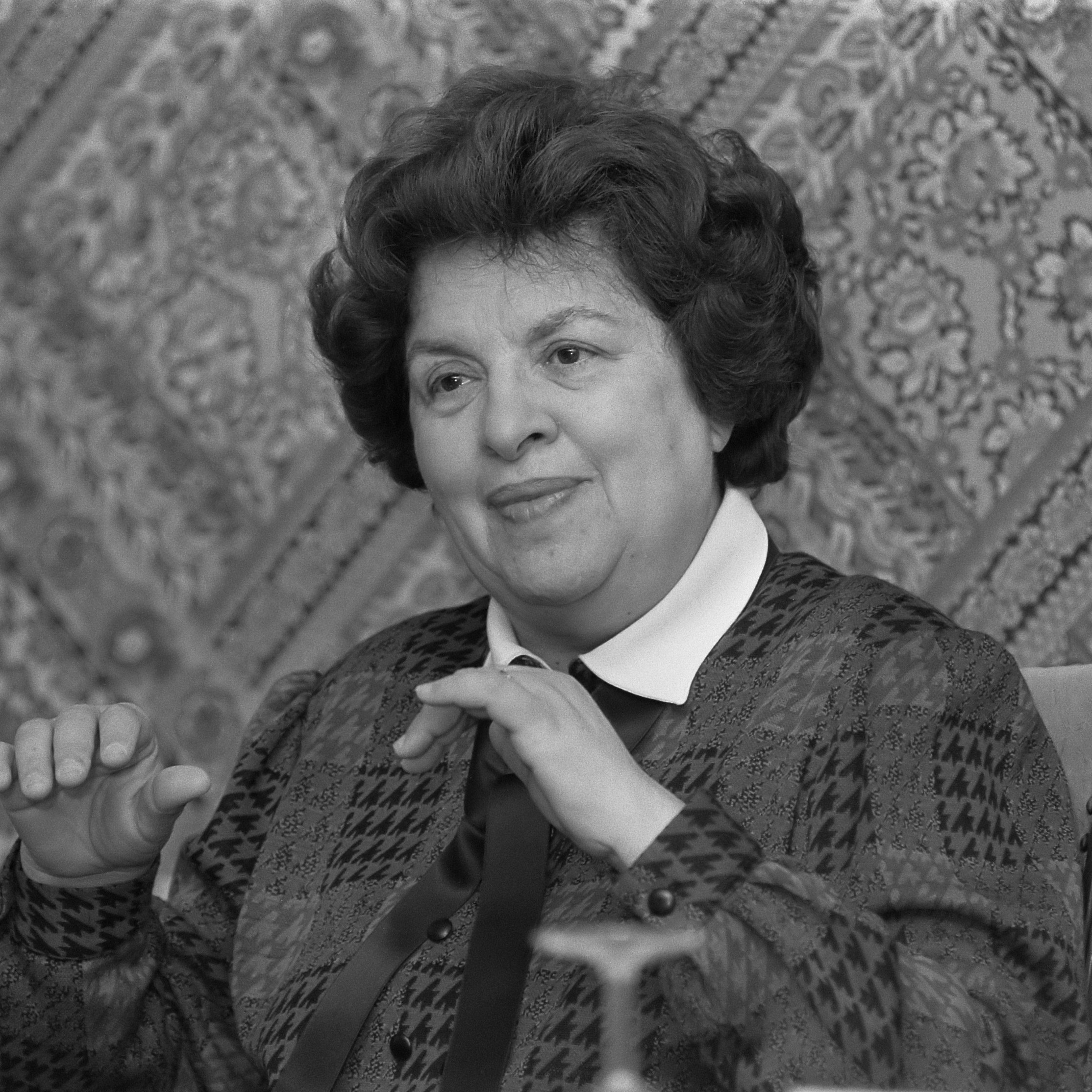
Maria de Lourdes Pintasilgo (* 1930)

- 1930: Maria de Lourdes Pintasilgo, portugiesische Politikerin und Premierministerin
- 1931: Chun Doo-hwan, südkoreanischer Präsident
- 1931: Kōichi Isoda, japanischer Literaturkritiker und -wissenschaftler
- 1932: Christa Berndl, deutsche Schauspielerin
- 1932: Hans-Jürgen Beug, deutscher Botaniker
- 1932: William Bukový, slowakisch-tschechischer Komponist
- 1932: Wilhelm Burgsmüller, deutscher Fußballspieler
- 1932: Robert Anton Wilson, US-amerikanischer Schriftsteller
- 1933: Emeka Anyaoku, nigerianischer Generalsekretär des Commonwealth of Nations
- 1933: Benno Artmann, deutscher Mathematiker
- 1933: John Boorman, britischer Regisseur, Drehbuchautor und Produzent
- 1933: Andrew Reddy, irischer Boxer
- 1933: Jean Vuarnet, französischer Skirennläufer
- 1934: Henk Chin A Sen, surinamischer Staatspräsident
- 1935: Pjetër Arbnori, albanischer Schriftsteller und Politiker
- 1935: Clemens Ganz, deutscher Organist
- 1936: Hugh Anderson, neuseeländischer Motorradrennfahrer
- 1937: Ric Cartey, US-amerikanischer Rockabilly-Musiker und Songschreiber

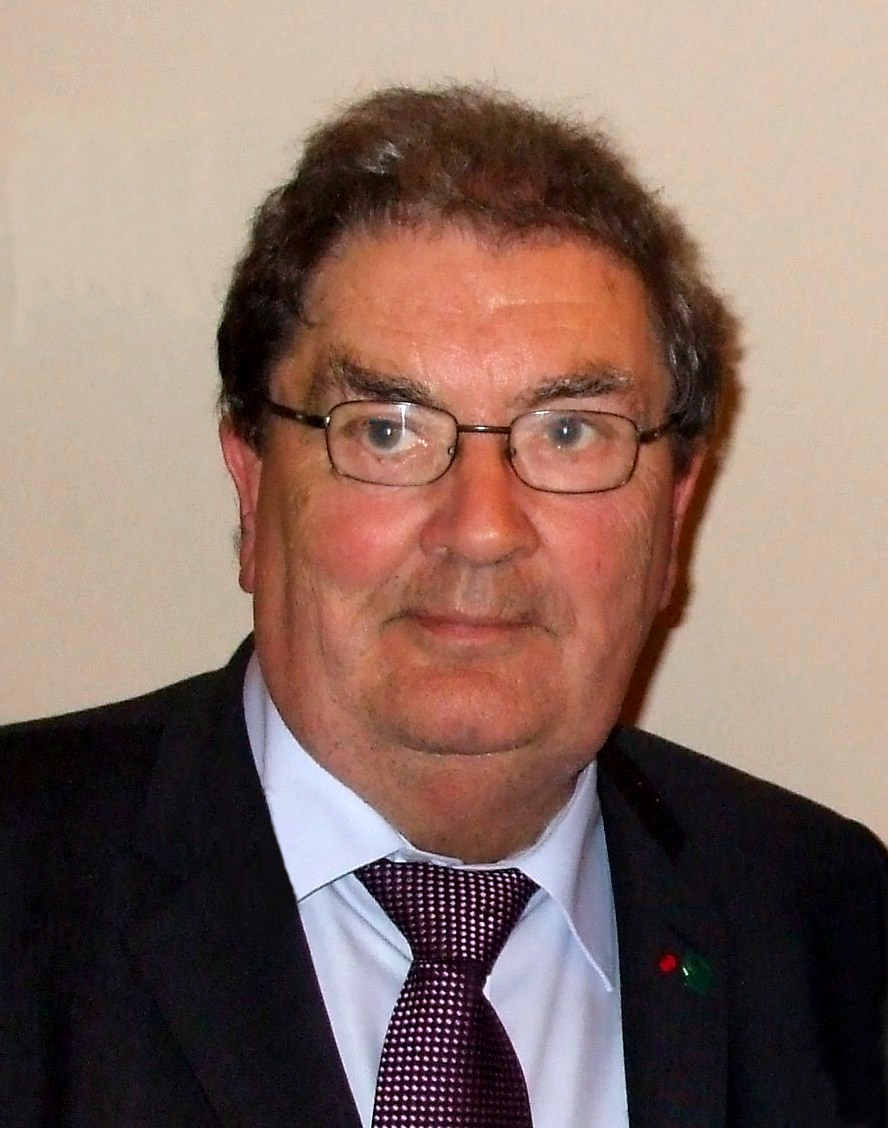
John Hume (* 1937)

- 1937: John Hume, britischer Politiker aus Nordirland, Nobelpreisträger
- 1937: Dieter Lindner, deutscher Leichtathlet, Olympiamedaillengewinner
- 1937: L. David Mech, US-amerikanischer Verhaltensforscher
- 1937: Jane Reichhold, US-amerikanische Objektkünstlerin und Haiku-Poetin
- 1937: Luzius Wildhaber, Schweizer Jurist
- 1938: Anthony Giddens, britischer Soziologe
- 1938: Werner Olk, deutscher Fußballspieler und -trainer
- 1938: Wolfgang Becker, deutscher Pädagoge und Kommunalpolitiker, Oberbürgermeister von Herne
- 1939: Denton Lotz, US-amerikanischer Theologe
- 1940: Martin Kayenburg, deutscher Politiker, MdL und Landtagspräsident
- 1940: Pedro Rodríguez, mexikanischer Formel-1- und Sportwagenrennfahrer
- 1941: Bobby Goldsboro, US-amerikanischer Musiker und Musikproduzent
- 1941: Ernst Kraus, geboren als Karl Ernst Dietzsch, deutscher Autorennfahrer und Eishockeyfunktionär
- 1941: David Ruffin, US-amerikanischer Gospel- und Soulsänger
- 1942: Reiner Körfer, deutscher Herzchirurg
- 1942: Horst Mendroch, deutscher Schauspieler
- 1942: Franz Rottensteiner, österreichischer Publizist und Kritiker auf dem Gebiet der Science-Fiction und Phantastik

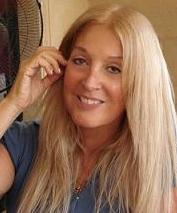
Vassula Rydén (* 1942)

- 1942: Vassula Ryden, ägyptische Autorin
- 1942: Christiane Schröder, deutsche Schauspielerin
- 1942: Johnny Servoz-Gavin, französischer Rennfahrer
- 1943: Ovidio G. Assonitis, italienischer Filmproduzent und -regisseur
- 1943: Al Foster, US-amerikanischer Jazz-Schlagzeuger
- 1943: Dave Greenslade, britischer Keyboarder
- 1943: Charlie Wilson, US-amerikanischer Politiker
- 1944: Alexander Van der Bellen, österreichischer Politiker und Wirtschaftswissenschaftler
- 1944: Paul Keating, australischer Premierminister
- 1944: Gunnar Kvaran, isländischer Cellist und Kammermusiker
- 1944: Wilfried Weiland, deutscher Leichtathlet
- 1945: Isabel Allende, chilenische Politikerin, Tochter von Salvador Allende
- 1945: Philippe Gurdjian, französischer Automobilrennfahrer und Motorsportfunktionär
- 1945: Hugh Hartwell, kanadischer Komponist und Musikpädagoge
- 1945: Hans Hiltebrand, Schweizer Bobfahrer

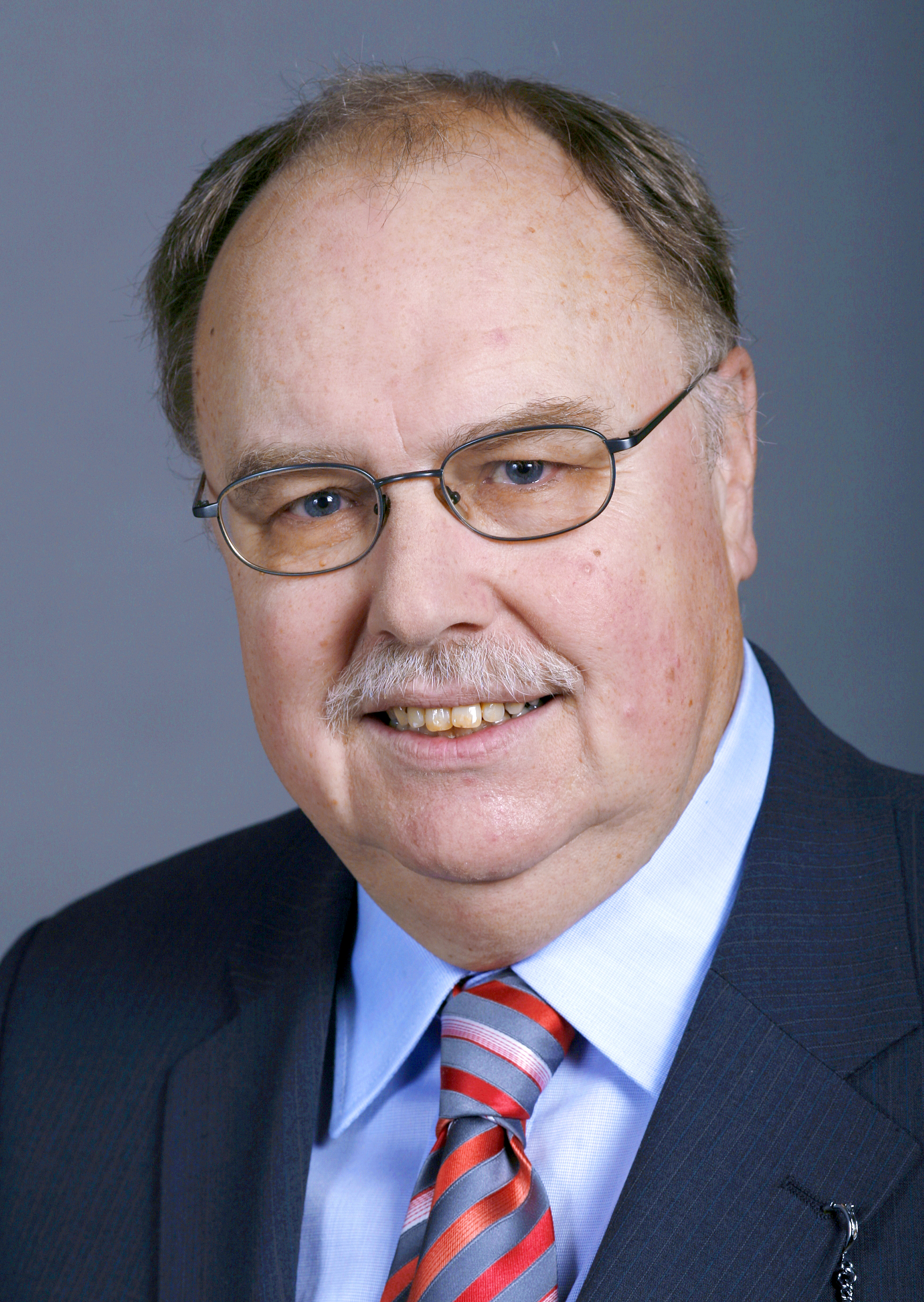
Ernst Leuenberger (* 1945)

- 1945: Ernst Leuenberger, Schweizer Politiker, Ständerat
- 1946: Joseph Deiss, Schweizer Bundesrat
- 1946: Henrique Pereira Rosa, Präsident von Guinea-Bissau
- 1947: Cornelia Rimpau, deutsche Schriftstellerin
- 1947: Horst Engel, deutscher Politiker, MdL
- 1947: Ernst Peter Fischer, Wissenschaftspublizist und Wissenschaftshistoriker
- 1947: Takeshi Kitano, japanischer Regisseur und Schauspieler
- 1947: Jacques Rouvier, französischer Pianist
- 1947: Jürgen Wertheimer, deutscher Hochschullehrer für Neuere deutsche Literaturwissenschaft und Komparatistik
- 1948: Bodo Abel, deutscher Wirtschaftswissenschaftler
- 1948: Loránd Milassin, ungarischer Leichtathlet
- 1948: Sergio Vitier, kubanischer Komponist und Gitarrist
- 1948: Changuito, kubanischer Perkussionist
- 1949: Tina Fuentes, US-amerikanische Malerin und Hochschullehrerin
- 1949: Bill Keller, US-amerikanischer Journalist, Chefredakteur der The New York Times
- 1949: Friedrich Stickler, österreichischer Sportfunktionär, Präsident des österreichischen Fußballbundes
- 1949: Paul Schäfer, deutscher Politiker, MdB
- 1949: Philippe Starck, französischer Designer und Architekt
- 1949: Billie Zöckler, deutsche Schauspielerin
- 1950: Gilles Villeneuve, kanadischer Automobilrennfahrer
- 1950: Michael Tomasello, US-amerikanischer Anthropologe und Verhaltensforscher

#### 1951–1975
- 1951: Steve Grossman, US-amerikanischer Jazzsaxophonist
- 1951: Bob Latchford, englischer Fußballspieler
- 1951: Sally Morgan, australische Künstlerin und Schriftstellerin
- 1951: Keith Woodward, US-amerikanischer Bi- und Duathlet und Skilangläufer, Crossläufer und Kanu-Triathlet
- 1951: Renato Zaccarelli, italienischer Fußballspieler und -trainer
- 1952: Michael J. Behe, US-amerikanischer Biochemiker
- 1952: Michael Jüllich, deutscher Perkussionist und Komponist
- 1952: Wim Rijsbergen, niederländischer Fußballspieler
- 1952: K. M. Veerappan, indischer Bandenführer
- 1953: Paul Büchel, liechtensteinischer Judoka
- 1954: Alexander Semjonowitsch Anpilogow, sowjetisch-georgischer Handballspieler
- 1955: Jutta Czurda, deutsche Choreografin und Sängerin

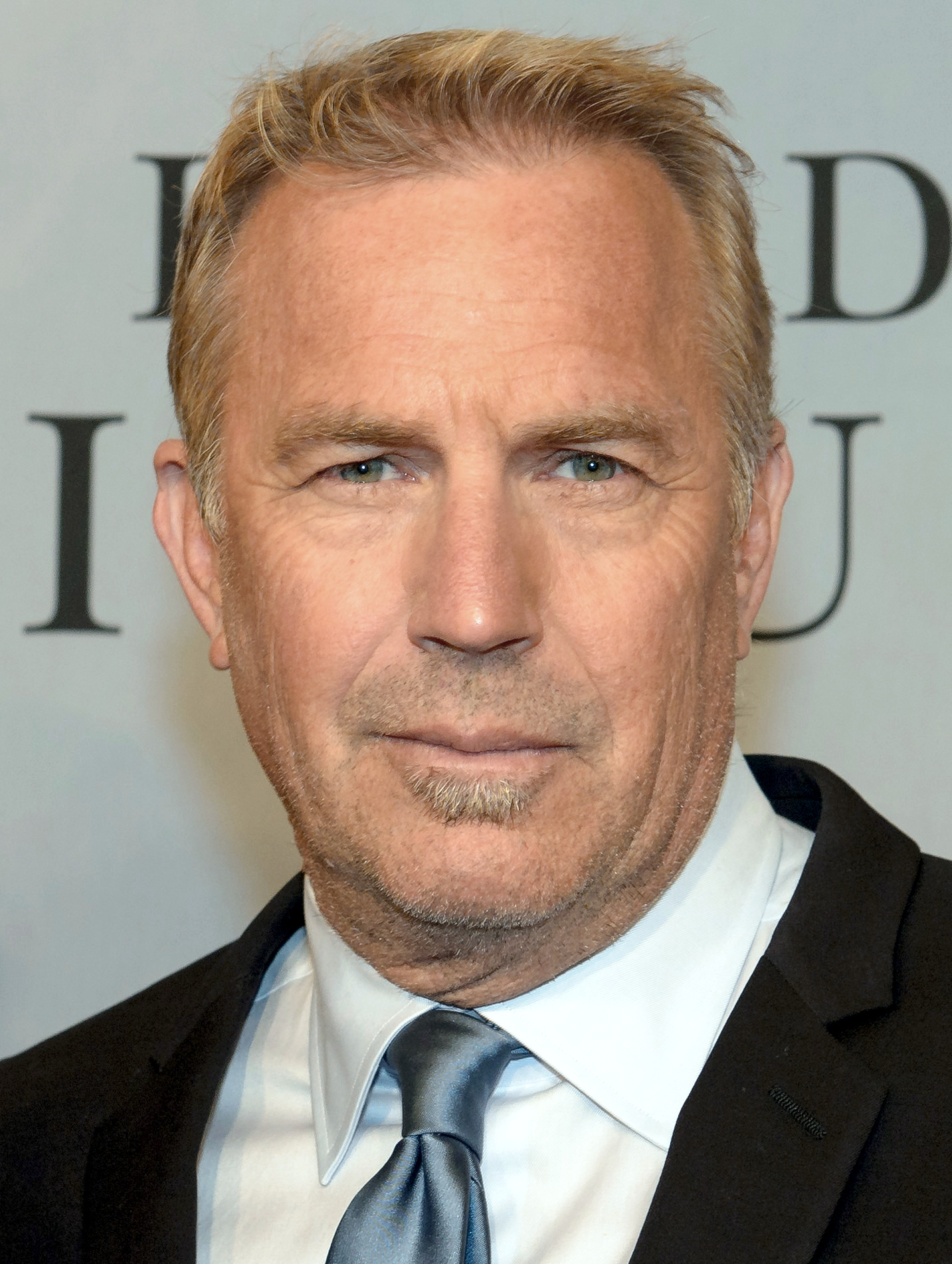
Kevin Costner (* 1955)

- 1955: Kevin Costner, US-amerikanischer Schauspieler, Produzent und Regisseur
- 1955: Gerburg Jahnke, deutsche Kabarettistin
- 1955: Frankie Knuckles, US-amerikanischer DJ
- 1955: Marilyn Mazur, dänische Jazzmusikerin
- 1955: Tibor Nyilasi, ungarischer Fußballspieler
- 1955: Erik Solheim, norwegischer Politiker
- 1955: Fernando Trueba, spanischer Filmregisseur
- 1955: Angela Winbush, US-amerikanische R&B-Sängerin, Songschreiberin und Produzentin
- 1956: Ralf Bursy, deutscher Sänger
- 1956: Mark Collie, US-amerikanischer Country-Musiker und Filmschauspieler
- 1956: Hans-Ulrich Pfaffmann, deutscher Politiker, MdL
- 1956: Christoph Prégardien, deutscher Sänger
- 1957: Hans Caspar von der Crone, Schweizer Rechtswissenschafter
- 1957: Roman Schwaller, Schweizer Jazzsaxophonist
- 1958: Heidrun Bluhm, deutsche Politikerin, MdB
- 1958: Bernard Genghini, französischer Fußballspieler
- 1958: Brenda Phillips, simbabwische Hockeyspielerin

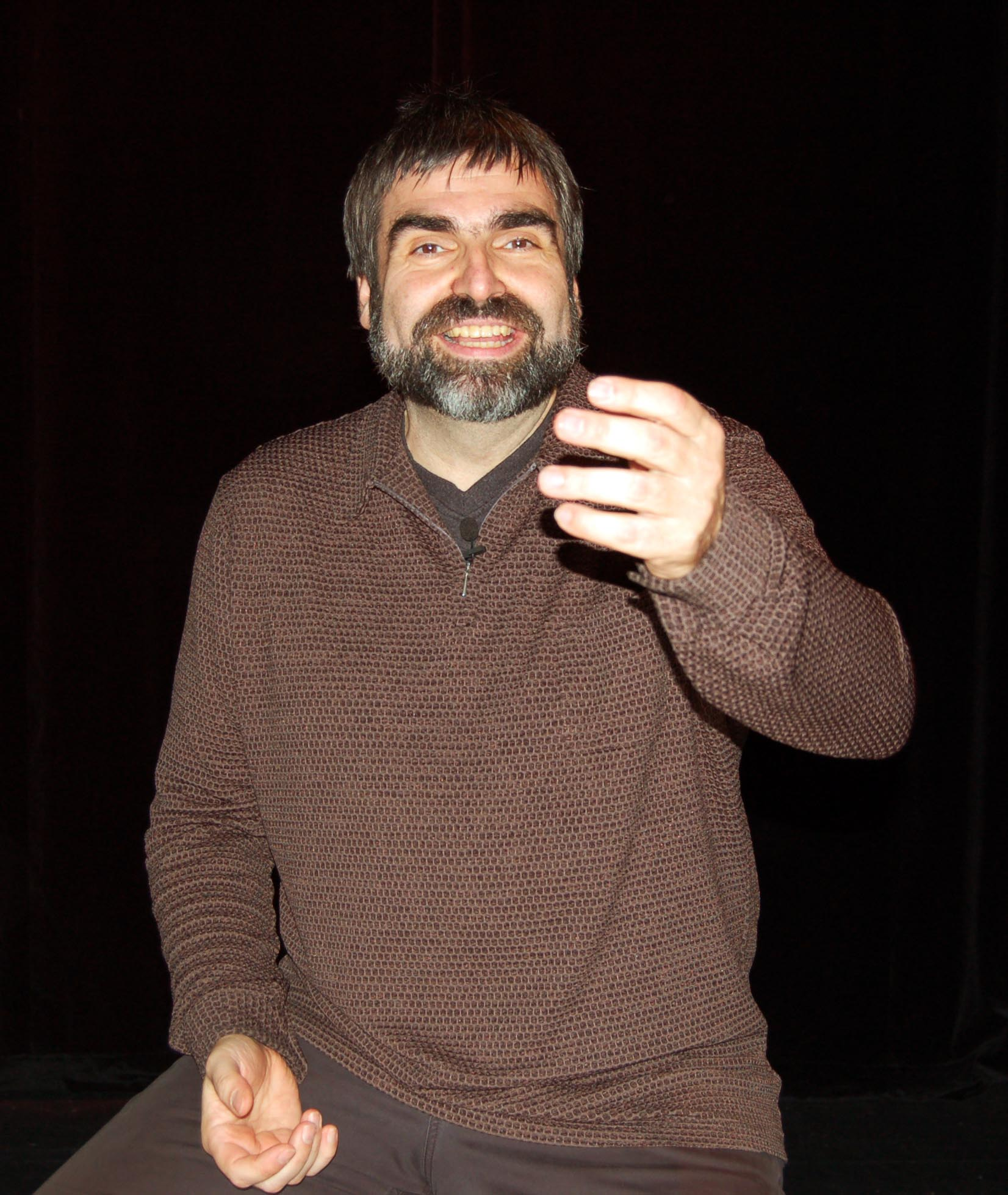
Volker Pispers (* 1958)

- 1958: Volker Pispers, deutscher Kabarettist
- 1958: Jeffrey N. Williams, US-amerikanischer Astronaut
- 1959: Dagmar Lurz, deutsche Eiskunstläuferin
- 1959: Volkmar Vogel, deutscher Politiker, MdB
- 1960: Mark Rylance, britisch-US-amerikanischer Schauspieler
- 1961: Takashige Ichise, japanischer Produzent und Drehbuchautor
- 1961: Mark Messier, kanadischer Eishockeyspieler
- 1961: Michail Schischkin, russischer Schriftsteller und Journalist
- 1962: Alison Arngrim, US-amerikanische Schauspielerin, Stand-up-Comedian und Aktivistin
- 1963: Petra Einhoff, deutsche Schauspielerin
- 1963: Jojo Mayer, Schweizer Jazz-Schlagzeuger
- 1963: Phillip Boa, deutscher Musiker
- 1963: Emmanuel Chukwudi Eze, nigerianischer Philosoph
- 1963: Stephan Schmidlin, Schweizer Holzbildhauer und Komiker
- 1963: Peter Stamm, Schweizer Autor
- 1964: Jane Horrocks, britische Schauspielerin und Komödiantin

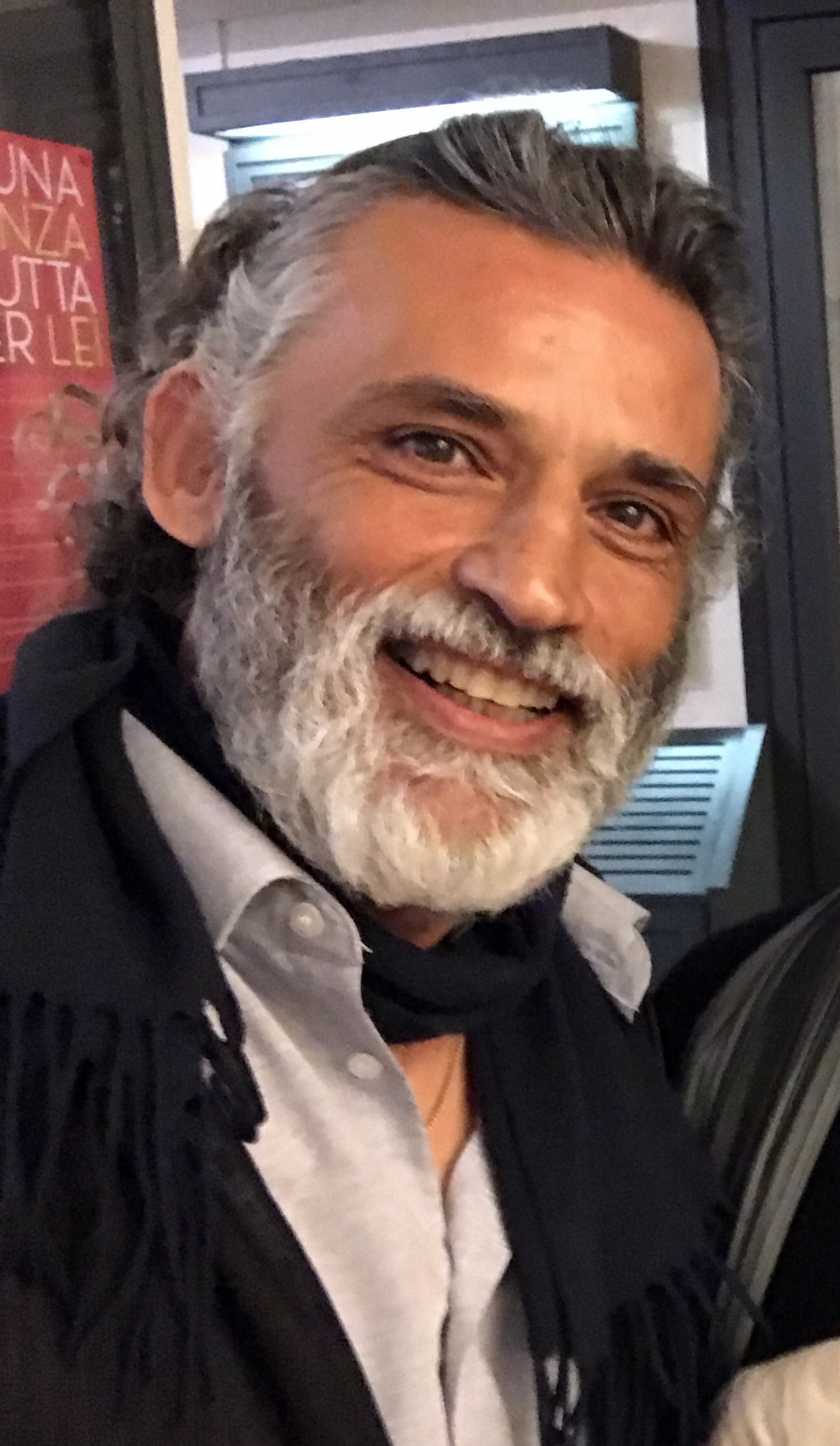
Enrico Lo Verso (* 1964)

- 1964: Enrico Lo Verso, italienischer Filmschauspieler
- 1965: Urs Augstburger, schweizerischer Schriftsteller
- 1965: Anders Bohman, schwedischer Kameramann
- 1965: Viktor Gernot, österreichischer Kabarettist und Schauspieler, Fernsehmoderator und Sänger
- 1965: Karin Kneissl, österreichische Politikerin, Diplomatin, Nahostexpertin und Buchautorin
- 1965: Claudio Passarelli, deutscher Ringer
- 1966: Charles Ariiotima, tahitischer Fußballschiedsrichter
- 1966: Alexander Walerjewitsch Chalifman, russischer Schachspieler
- 1966: Stefan Lorch, deutscher Theaterschauspieler
- 1966: Jan Quast, deutscher Politiker, MdL
- 1967: Park Chul-min, südkoreanischer Schauspieler
- 1967: Michel Guillaume, deutscher Schauspieler
- 1967: Yvonne Trevino, US-amerikanische Boxerin
- 1967: Iván Zamorano, chilenischer Fußballspieler
- 1968: Ann Battelle, US-amerikanische Freestyle-Skierin
- 1968: Armin Falk, deutscher Wirtschaftswissenschaftler
- 1968: Armin Pongs, deutscher Kinderbuchautor

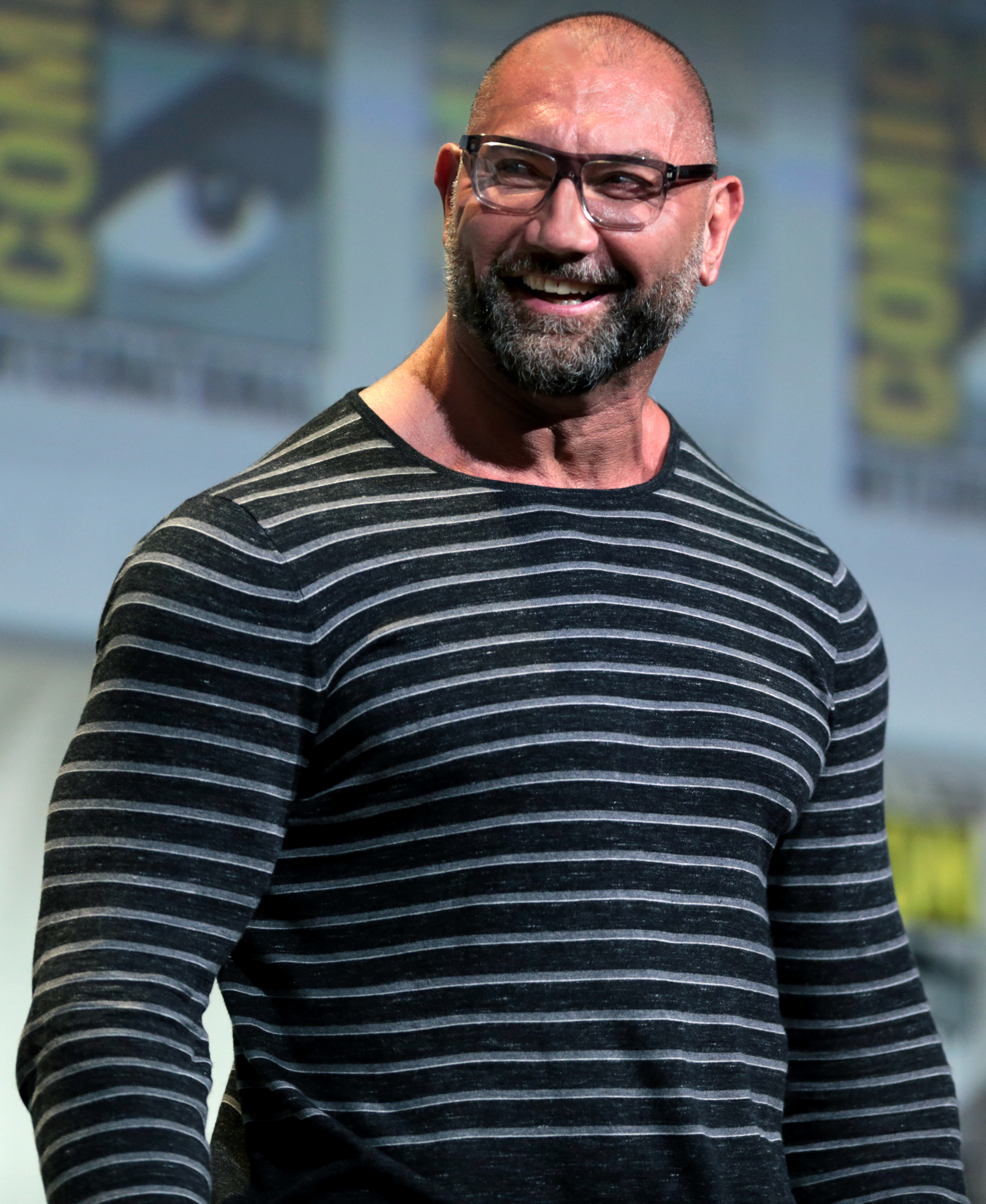
Dave Bautista (* 1969)

- 1969: Dave Bautista, US-amerikanischer Wrestler
- 1969: Jesse L. Martin, US-amerikanischer Schauspieler
- 1969: Raphaëlle Monod, französische Freestyle-Skierin
- 1970: DJ Quik, US-amerikanischer Rapper
- 1970: Jang Joon-hwan, südkoreanischer Filmregisseur
- 1970: Dieter Johns, deutsch-amerikanischer Poolbillardspieler
- 1970: Peter Van Petegem, belgischer Radrennfahrer
- 1970: Luzia Zberg, Schweizer Radrennfahrerin
- 1971: Florian Adamski, österreichischer Kabarettist und Schauspieler
- 1971: Jonathan Davis, US-amerikanischer Sänger (Korn)
- 1971: Christian Fittipaldi, brasilianischer Automobilrennfahrer
- 1971: Pep Guardiola, spanischer Fußballspieler und -trainer
- 1971: Dru Mouser, US-amerikanische Schauspielerin
- 1971: Adriana Santos, brasilianische Basketballspielerin und -trainerin
- 1972: Conny Mayer-Bonde, deutsche Politikerin, MdB
- 1972: Ralph Caspers, deutscher Fernsehmoderator und Autor
- 1972: Kjersti Plätzer, norwegische Leichtathletin
- 1973: Crispian Mills, britischer Sänger und Musiker
- 1973: Petur Pólson, färöischer Dichter und Musiker
- 1974: Marco Geisler, deutscher Ruderer
- 1974: Vladimir Miholjević, kroatischer Radrennfahrer
- 1974: Nubya, Schweizer Sängerin
- 1974: Maulik Pancholy, US-amerikanischer Schauspieler

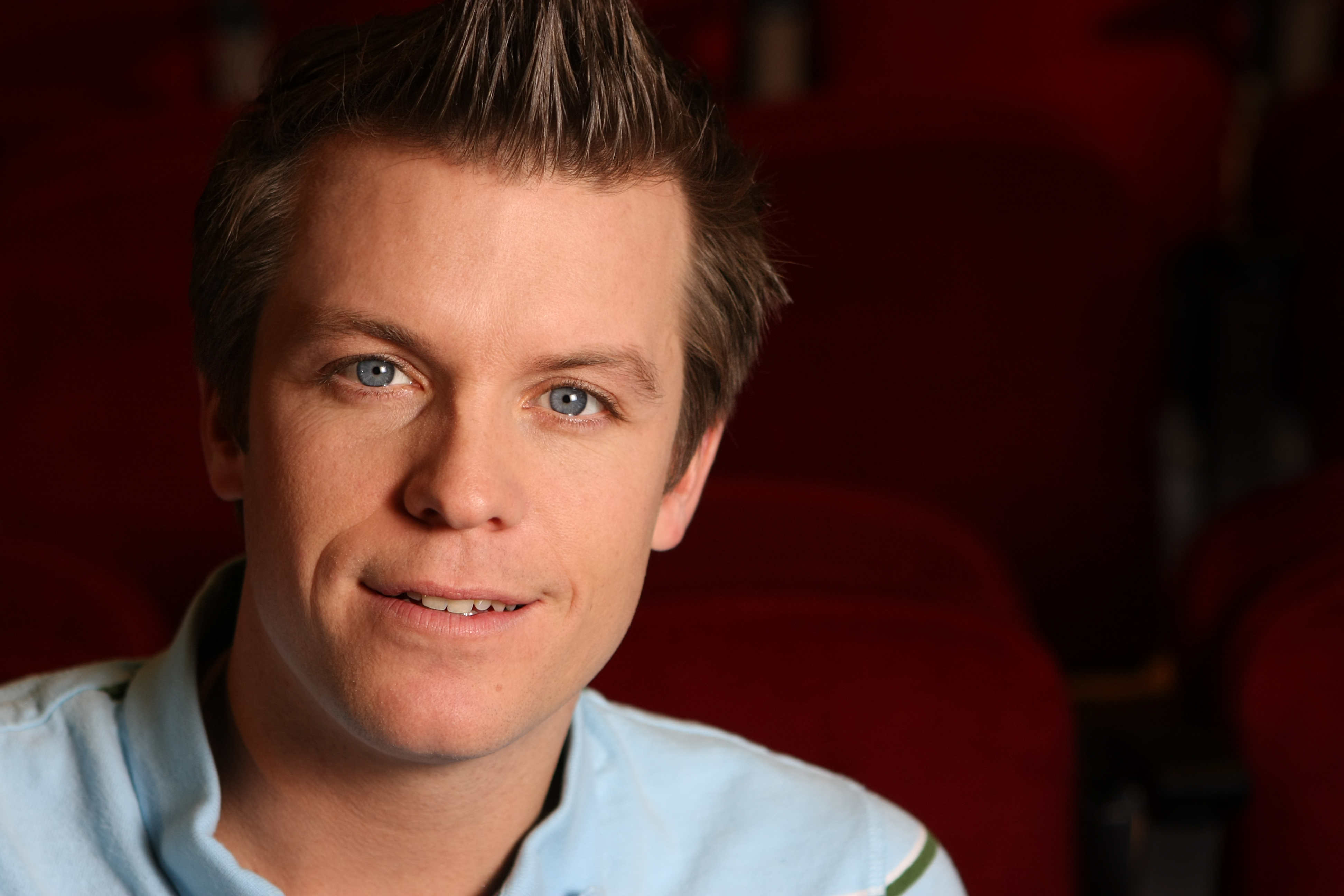
Benedikt Weber (* 1974)

- 1974: Benedikt Weber, deutscher Moderator und Synchronsprecher
- 1975: Jochen Kohler, deutscher Politiker und Mitglied des Bayerischen Landtags

#### 1976–2000
- 1976: Tamara Bach, deutsche Schriftstellerin
- 1976: Marcelo Daniel Gallardo, argentinischer Fußballspieler
- 1976: Mala Ghedia, australische Schauspielerin und Synchronsprecherin
- 1976: Pavel Mareš, tschechischer Fußballspieler
- 1976: Jewgeni Pupkow, kasachischer Eishockeyspieler

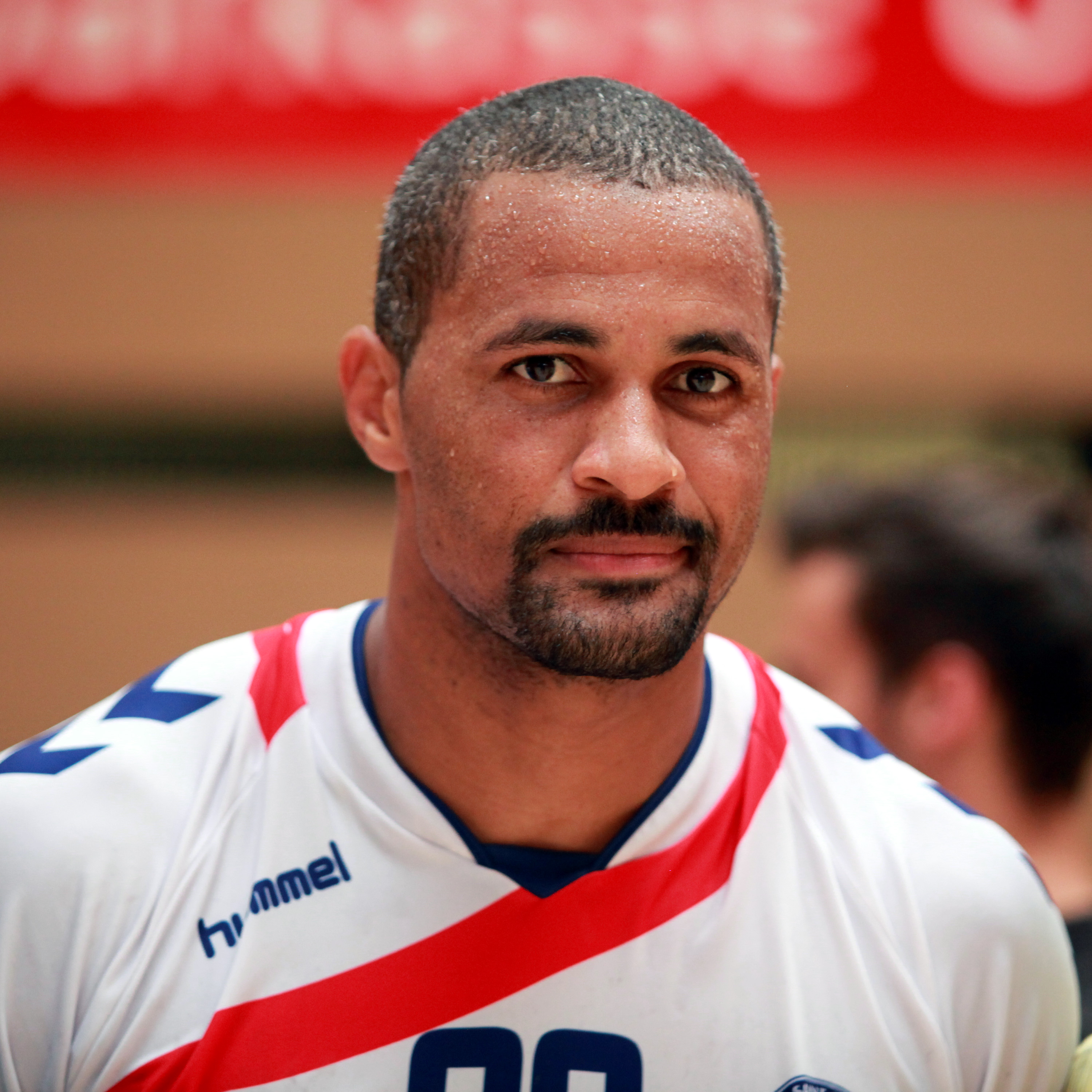
Didier Dinart (* 1977)

- 1977: Didier Dinart, französischer Handballspieler
- 1977: Tokessa Martinius, deutsche Schauspielerin
- 1977: Jean-Patrick Nazon, französischer Radrennfahrer
- 1978: Thor Hushovd, norwegischer Radrennfahrer
- 1978: Bogdan Lobonț, rumänischer Fußballspieler
- 1978: Wandee Kameaim, thailändische Gewichtheberin
- 1978: Katja Kipping, deutsche Politikerin, MdL, MdB
- 1978: Sebastian Siedler, deutscher Radrennfahrer
- 1978: Stev Theloke, deutscher Schwimmer
- 1979: Paulo Ferreira, portugiesischer Fußballspieler
- 1979: Brian Gionta, US-amerikanischer Eishockeyspieler
- 1979: David Lago, US-amerikanischer Schauspieler
- 1979: Milorad Popović, serbischer Fußballspieler
- 1980: Jason LaBarbera, kanadischer Eishockeytorhüter
- 1980: Robert Green, englischer Fußballspieler
- 1980: Nia Künzer, deutsche Fußballspielerin
- 1980: Manuela Nicolosi, französische Fußballschiedsrichterassistentin
- 1980: Jason Segel, US-amerikanischer Schauspieler
- 1980: Estelle Swaray, britische Soul-Sängerin und Rapperin
- 1981: Otgonbayar Ershuu, mongolischer Künstler
- 1981: Knud Riepen, deutscher Schauspieler
- 1981: Olivier Rochus, belgischer Tennisspieler
- 1981: Antje Traue, deutsche Schauspielerin
- 1981: Daniel Zillmann, deutscher Schauspieler
- 1982: Christian Galenda, italienischer Schwimmer
- 1982: Felix Luz, deutscher Fußballspieler
- 1982: Joanna Newsom, US-amerikanische Sängerin, Songwriterin und Harfenistin
- 1983: Hamdi Kasraoui, tunesischer Fußballtorhüter

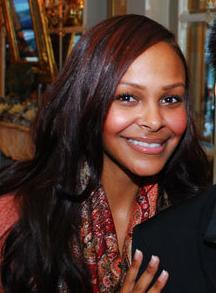
Samantha Mumba (* 1983)

- 1983: Samantha Mumba, irische Schauspielerin, Sängerin und Fotomodell
- 1983: Jaime Sifers, US-amerikanischer Eishockeyspieler
- 1984: Makoto Hasebe, japanischer Fußballspieler
- 1984: Ophélie Meilleroux, französische Fußballspielerin
- 1984: Leonardo Pisculichi, argentinischer Fußballspieler
- 1984: Alaixys Romao, togoischer Fußballspieler
- 1984: Brian Welch, US-amerikanischer Skispringer
- 1985: Dale Begg-Smith, kanadisch-australischer Freestyle-Skier, Olympiasieger
- 1985: Riccardo Montolivo, italienischer Fußballspieler
- 1986: Philip Baumgarten, deutscher Schauspieler
- 1986: Maarja Kivi, estnische Sängerin und Schlagzeugerin
- 1986: Senad Lulić, bosnisch-herzegowinischer Fußballspieler
- 1987: Johan Djourou, Schweizer Fußballspieler
- 1987: İlhan Parlak, türkischer Fußballspieler
- 1988: Ironik, britischer R&B- und Grime-Musiker
- 1988: Angelique Kerber, deutsche Tennisspielerin
- 1989: Katharina Baunach, deutsche Fußballspielerin
- 1990: İbrahim Eren Akduman, türkischer Fußballspieler
- 1990: Gorgui Dieng, senegalesischer Basketballspieler
- 1990: Constantin Gastmann, deutscher Schauspieler
- 1990: Nacho, spanischer Fußballspieler
- 1990: Jenny Tamás, deutsche Eishockeyspielerin
- 1991: Katharina Bunk, deutsche Gedächtnissportlerin
- 1991: Jen Hoy, US-amerikanische Fußballspielerin
- 1991: Lasse Sobiech, deutscher Fußballspieler
- 1992: Francesco Bardi, italienischer Fußballspieler
- 1992: Patrick Breitkreuz, deutscher Fußballspieler
- 1992: Steve Breitkreuz, deutscher Fußballspieler
- 1992: Ronja Furrer, Schweizer Model
- 1992: Lukas Rath, österreichischer Fußballspieler
- 1993: Juan Quintero, kolumbianischer Fußballspieler
- 1993: Nils Kretschmer, deutscher Handballspieler
- 1993: João Carlos Teixeira, portugiesischer Fußballspieler
- 1993: Morgan York, US-amerikanische Schauspielerin
- 1995: José Francisco Cevallos Enríquez, ecuadorianischer Fußballspieler
- 1995: Sandra Jessen, isländische Fußballspielerin
- 1995: Jack Miller, australischer Motorradrennfahrer
- 1995: Felix Weber, deutscher Fußballspieler
- 1996: Sarah Gilman, amerikanische Schauspielerin
- 1997: Emil Audero, italienischer Fußballspieler
- 1997: Robin Becker, deutscher Fußballspieler
- 1997: Rhys Griffin, walisischer Dartspieler
- 1999: Karan Brar, US-amerikanischer Schauspieler
- 1999: Au Yeong Wai Yhann, singapurische Squashspielerin
- 2000: Zeb Powell, US-amerikanischer Snowboarder

### 21. Jahrhundert
- 2001: Sebastian Priaulx, britischer Autorennfahrer
- 2002: Lewis Williams, walisischer Dartspieler
- 2002: Karim Adeyemi, deutscher Fußballspieler
- 2004: Ryan Duncan, schottischer Fußballspieler
- 2005: Benedetta Pilato, italienische Schwimmerin
- 2006: Damian Ćorić, bosnischer Fußballspieler

## Gestorben

### Vor dem 16. Jahrhundert
- 0052 v. Chr.: Publius Clodius Pulcher, römischer Politiker
- 0474: Leo I., oströmischer Kaiser
- 0748: Odilo, Herrscher des Stammesherzogtums Bayern
- 0970: Hatto II., Abt von Fulda und Erzbischof von Mainz
- 1044: Azecho, Bischof von Worms
- 1107: Markward von Corvey, Abt von Corvey und Bischof von Osnabrück
- 1138: Lambert von Ilsenburg, Bischof von Brandenburg
- 1152: Adalberon von Munsterol, Erzbischof von Trier
- 1174: Vladislav II., böhmischer Herzog, der den Königstitel für sich und sein Reich sicherte
- 1192: Konrad II., Bischof von Worms
- 1213: Tamar, Königin von Georgien
- 1213: Walther von Vatz, Bischof von Gurk
- 1216: Guy II., Herr von Dampierre, Bourbon und Montluçon
- 1223: Giorgi IV. Lascha, georgischer König
- 1236: Owain ap Gruffydd, Lord des walisischen Fürstentums Deheubarth
- 1246: Ioakim I., bulgarischer Geistlicher, Gründer des Iwanowo Klosters, Metropolit von Tarnowo sowie Patriarch und Heiliger der Bulgarisch-Orthodoxen Kirche
- 1254: Heinrich I., König von Zypern und Regent von Jerusalem
- 1256: Maria von Brabant, Herzogin von Bayern und Pfalzgräfin bei Rhein
- 1258: Konrad I. von Tölz und Hohenburg, Bischof von Freising
- 1270: Margareta von Ungarn, Dominikanerin, Tochter Béla IV. von Ungarn und Nichte der heiligen Elisabeth
- 1272: Heinrich von Leiningen, Kanzler des Heiligen Römischen Reiches, Bischof von Würzburg und Bischof von Speyer
- 1323: Katharina von Habsburg, Herzogin von Kalabrien
- 1326: Robert Fitzwalter, 1. Baron Fitzwalter, englischer Adeliger und Militär
- 1344: Raoul I. de Brienne, Graf von Eu
- 1347: Ulrich Denklinger, Abt des Klosters St. Mang in Füssen
- 1357: Maria von Portugal, Königin von Kastilien
- 1360: Luigi I. Gonzaga, Stadtherr und Reichsvikar von Mantua

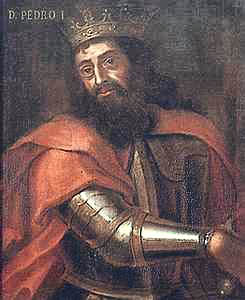
Peter I. von Portugal († 1367)

- 1367: Peter I., portugiesischer König
- 1411: Jobst von Mähren, römisch-deutscher König, Markgraf von Mähren und Brandenburg
- 1423: Heinrich X., Herzog von Glogau und Freystadt sowie Landvogt der Oberlausitz
- 1425: Edmund Mortimer, 5. Earl of March, englischer Adeliger
- 1427: Eberhard III. von Neuhaus, Administrator der inkorporierten Reichsprälatur Berchtesgaden und Erzbischof von Salzburg
- 1427: Otto I. von Rohr, Bischof von Havelberg
- 1448: Konrad IX., Reichserbkämmerer im Dienste von König Sigismund und König Albrecht II.
- 1470: Go-Hanazono, japanischer Kaiser
- 1479: Ludwig IX., Herzog von Bayern-Landshut

### 16. bis 18. Jahrhundert
- 1546: Blasco Núñez de Vela, Vizekönig von Peru
- 1547: Pietro Bembo, italienischer Humanist, Kardinal und Gelehrter, Theoretiker der italienischen Literatursprache
- 1586: Margarethe von Parma, Statthalterin der Spanischen Niederlande
- 1589: Magnus Heinason, färöischer Seeheld
- 1597: Gustaf Gabrielsson Oxenstierna, schwedischer Staatsmann
- 1598: Johann Georg, Kurfürst von Brandenburg
- 1604: Dorothea Katharina von Brandenburg-Ansbach, Burggräfin von Meißen
- 1613: Regina Protmann, Gründerin des Katharinenordens und katholische Heilige
- 1616: Karl von Arenberg, Graf von Arenberg, Militär und Diplomat
- 1628: Willem van den Blocke, Bildhauer und Architekt flämischer Abstammung
- 1642: Charles de Neufville, französischer Staatsmann
- 1646: Hosokawa Tadaoki, japanischer Fürst
- 1650: Matteo Rosselli, italienischer Maler
- 1656: August, Herzog von Sachsen-Lauenburg
- 1670: Andrea Vaccaro, italienischer Maler
- 1671: Hieronymus von Dorne, deutscher Jurist, Orientreisender und Stadthauptmann von Mölln
- 1677: Jan van Riebeeck, niederländischer Schiffsarzt, Kaufmann und Kolonieverwalter
- 1689: Ernst Günther, Herzog von Schleswig-Holstein-Sonderburg-Augustenburg
- 1703: Johann Friedrich Falckner, sächsischer Jurist und Bürgermeister von Leipzig
- 1719: Antoine Léger der Jüngere, Schweizer evangelischer Geistlicher und Hochschullehrer
- 1721: Otto von Schlabrendorf, preußischer General der Infanterie, Gouverneur der Festung Küstrin sowie Erbherr auf Groß Machnow und Blankenfeld
- 1726: Bartolomeo Laurenti, italienischer Violinist und Komponist
- 1729: Christoph Bernhard Francke, deutscher Offizier und Maler
- 1731: Johann Josua Mosengel, deutscher Orgelbauer
- 1735: Maria Clementina Sobieska, polnische Prinzessin, Titularkönigin von Großbritannien, Irland und Frankreich
- 1744: Michele Marieschi, italienischer Maler
- 1747: Antonio de Literes, spanischer Komponist und Cellist
- 1752: Johann Friedrich Ludwig, deutscher Goldschmied und Baumeister
- 1755: Johann Rudolph Engau, deutscher Rechtswissenschaftler
- 1756: Franz Georg von Schönborn, deutscher Kurfürst-Erzbischof von Trier, Fürstabt, Fürstbischof, Fürstpropst
- 1760: Claudio Casciolini, italienischer Komponist
- 1761: Karl Joseph von Habsburg-Lothringen, österreichischer Erzherzog
- 1764: Leonhard Joseph von Lamberts zu Cortenbach, Schöffe und Bürgermeister der Reichsstadt Aachen
- 1764: Samuel Troilius, schwedischer lutherischer Theologe und Erzbischof von Uppsala
- 1774: Arnoldus Detten, deutscher Priester und Abt des Klosters Marienfeld
- 1790: Stefano Ittar, polnischer Architekt

### 19. Jahrhundert
- 1803: Friedrich Christian Kaas, dänischer Kammerherr und Admiral
- 1803: Georg Christoph Kornacher, Bürgermeister der Reichsstadt Heilbronn
- 1821: Christian zu Stolberg-Stolberg, deutscher Übersetzer und Lyriker
- 1825: Johann Peter von Feuerbach, deutscher politischer Beamter
- 1829: Benjamin Geithner, evangelischer Geistlicher
- 1840: Johann Adam Goez, deutscher Schriftsteller und Pädagoge
- 1840: Jodocus Heringa Eliza’s zoon, niederländischer reformierter Theologe
- 1848: Joseph von Winiwarter, österreichischer Jurist und Hochschullehrer
- 1858: William Cavendish, 6. Duke of Devonshire, britischer Peer und Politiker
- 1859: Alfred Vail, US-amerikanischer Ingenieur und Erfinder
- 1861: Joachim Heinrich Wilhelm Wagener, deutscher Bankier und Mäzen

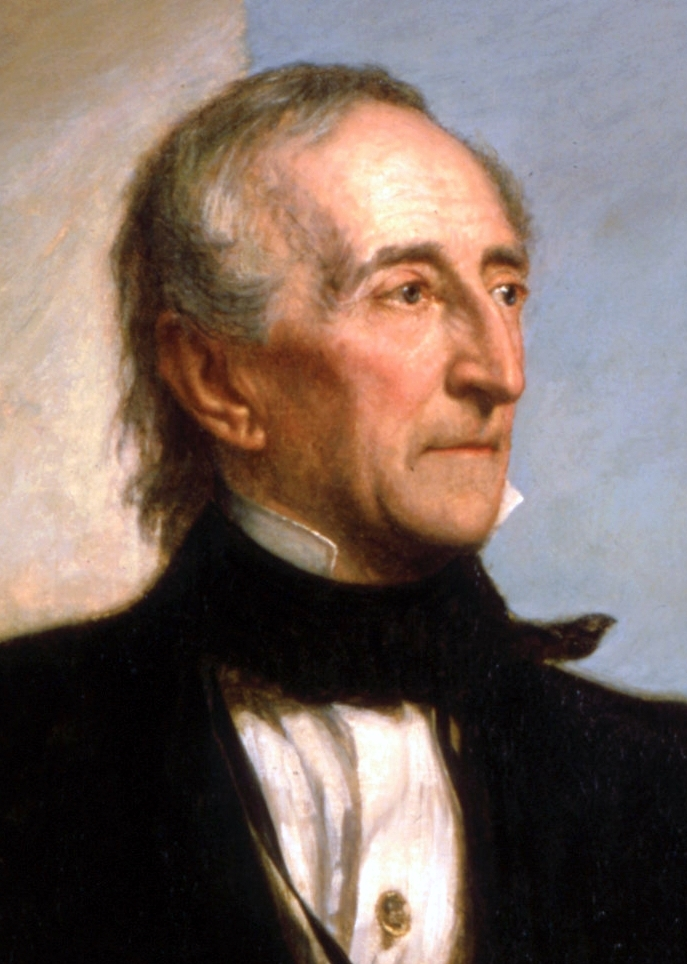
John Tyler († 1862)

- 1862: John Tyler, US-amerikanischer Politiker, Gouverneur, Senator und Kongressabgeordneter für Virginia, Staatspräsident
- 1863: Mangas Coloradas, Häuptling der Mimbreno-Apachen
- 1863: Muhammad Said, Wali (Gouverneur) der osmanischen Provinz Ägypten
- 1867: Hermann Askan Demme, deutsch-schweizerischer Arzt
- 1870: Anton Berlijn, niederländischer Komponist
- 1873: Edward Bulwer-Lytton, 1. Baron Lytton, britischer Romanautor und Politiker
- 1874: Friedrich Wilhelm Rembert von Berg, russischer Feldmarschall
- 1878: Antoine César Becquerel, französischer Physiker
- 1881: Auguste Mariette, französischer Ägyptologe
- 1881: Adolph Wegelin, deutscher Architektur- und Landschaftsmaler
- 1884: Green Adams, US-amerikanischer Politiker
- 1886: Karl Gaertner, deutscher Ingenieur, Unternehmer und Politiker
- 1891: Joseph Abenheim, deutscher Komponist, Violinist und Dirigent
- 1892: Anton Maria Anderledy, Schweizer Jesuit
- 1894: Theophan Goworow, russischer Bischof

### 20. Jahrhundert

#### 1901–1950
- 1901: Ludwig Bussler, deutscher Musikwissenschaftler

William Gatacre († 1906)

- 1906: William Gatacre, britischer General
- 1909: Christian Arning, deutscher Richter und Politiker
- 1909: Ernest Lavigne, kanadischer Komponist und Kapellmeister, Kornettist und Musikverleger
- 1911: Otto Hetzer, deutscher Erfinder und Unternehmer, Begründer des Holzleimbaus
- 1914: Marie-Georges Picquart, französischer Offizier und Kriegsminister, Beteiligter in der Dreyfus-Affäre
- 1916: Česlovas Sasnauskas, litauischer Komponist
- 1917: Bernhard Schmidt, deutscher Altphilologe
- 1918: Alfred Altherr, Schweizer evangelisch-reformatorischer Geistlicher und Schriftsteller
- 1918: Caroline Barbey-Boissier, Schweizer Botanikerin und Schriftstellerin
- 1918: Bohuslav Jeremiáš, tschechischer Komponist, Organist, Dirigent und Musikpädagoge
- 1919: John Charles Francis von Großbritannien und Irland, Sohn von Georg V.
- 1920: Paul Güßfeldt, deutscher Geograph, Forschungsreisender und Alpinist
- 1921: Filippo Kardinal Camassei, italienischer Geistlicher, Patriarch von Jerusalem
- 1921: Wilhelm Foerster, deutscher Astronom
- 1921: Adolf von Hildebrand, deutscher Bildhauer
- 1923: Anna Marie Geibelt, deutsche mildtätige Stifterin in Pirna
- 1923: Wallace Reid, US-amerikanischer Schauspieler
- 1925: Charles Louis Marie Lanrezac, französischer General

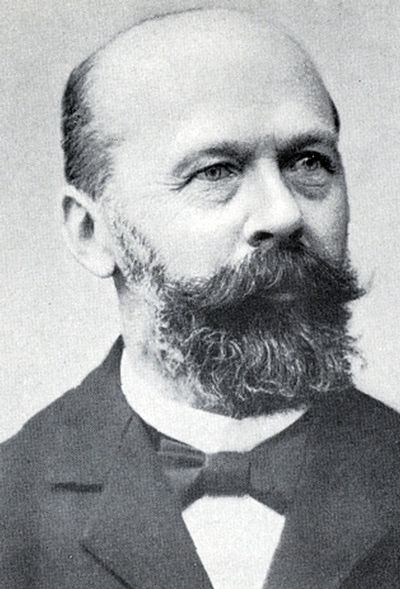
Hermann Müller († 1927)

- 1927: Hermann Müller-Thurgau, Schweizer Pflanzenphysiologe, Botaniker, Önologe und Rebzüchter
- 1928: Charles Gordon-Lennox, 7. Duke of Richmond, britischer Politiker
- 1936: Molly Cramer, deutsche Malerin
- 1936: Rudyard Kipling, britischer Schriftsteller und Journalist, Nobelpreisträger
- 1937: Johannes Rudolf Max Adler, deutscher Historiker, Literaturwissenschaftler und Pädagoge
- 1938: Alexandre Georges, französischer Organist, Musikpädagoge und Komponist
- 1938: Josef Schey von Koromla, österreichischer Rechtswissenschaftler
- 1939: Iwan Iljitsch Mosschuchin, russischer Schauspieler
- 1941: Anton Kuh, österreichischer Journalist, Essayist und Erzähler
- 1944: Greten Handorf, deutsche Reederin
- 1945: Harald von Hirschfeld, deutscher Offizier, zuletzt Generalleutnant im Zweiten Weltkrieg
- 1945: Marie Andrae, deutsche Schriftstellerin, Pädagogin und Krankenschwester
- 1946: Julio Fossa Calderón, chilenischer Maler
- 1946: Ludwig Huber, deutscher Landwirt und Politiker
- 1946: Feliks Nowowiejski, polnischer Komponist, Dirigent, Organist und Musiklehrer
- 1949: Adalbert Hock, deutscher Maler

#### 1951–2000
- 1951: Christian Portner, Schweizer Evangelist

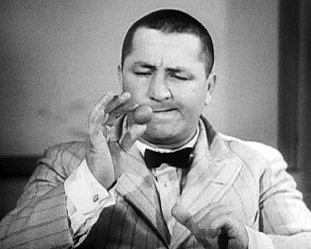
Curly Howard († 1952)

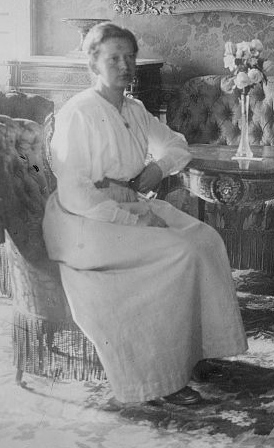
Louise Ebert († 1955)

- 1952: Curly Howard, US-amerikanischer Komiker
- 1954: Sydney Greenstreet, britischer Schauspieler
- 1955ː Louise Ebert, deutsche Frauenrechtlerin und Ehefrau des ersten Reichspräsidenten Friedrich Ebert
- 1956: Frantz Rosenberg, norwegischer Sportschütze
- 1957: Richard B. Coolidge, US-amerikanischer Politiker
- 1958: Edmund Adam, deutscher Fernschachspieler und Schachfunktionär
- 1960: Raymond de Tornaco, belgischer Automobilrennfahrer
- 1960: Julius von Borsody, österreichischer Filmarchitekt und Szenenbildner
- 1964: Thomas Wimmer, deutscher Kommunalpolitiker, Oberbürgermeister von München
- 1965: Wilhelm Lamszus, deutscher Reformpädagoge und Antikriegsschriftsteller
- 1970: Fannie Tremblay, kanadische Schauspielerin und Komikerin
- 1971: Nora Stanton Blatch Barney, US-amerikanische Bauingenieurin, Architektin und Frauenrechtlerin
- 1971: Warwick Braithwaite, neuseeländischer Dirigent
- 1971: Lothar Rendulic, österreichischer General
- 1972: Bohumil Turek, tschechoslowakischer Motorrad- und Automobilrennfahrer
- 1976: Gertrud Gabl, österreichische Skirennläuferin
- 1976: Friedrich Hollaender, deutsch-britischer Komponist
- 1977: Luciano Re Cecconi, italienischer Fußballspieler
- 1977: Max Reimann, deutscher Politiker

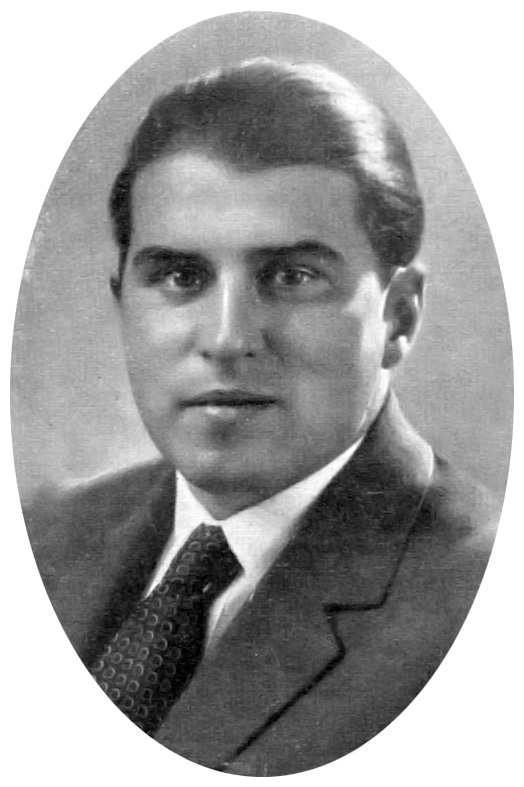
Carl Zuckmayer († 1977)

- 1977: Carl Zuckmayer, deutscher Schriftsteller
- 1978: John Lyng, norwegischer Politiker
- 1979: Hubertus von Aulock, deutscher General
- 1982: Nérée Arsenault, kanadischer Politiker und Forstingenieur
- 1984: Hans Constantin Paulssen, deutscher Industrieller, Präsident der BDA
- 1984: Carl Sembach, deutscher Zirkusdompteur
- 1984: Vasilis Tsitsanis, griechischer Sänger, Komponist und Bouzouki-Virtuose
- 1984: Rudolf Zenker, deutscher Arzt
- 1987: Renato Guttuso, italienischer Maler
- 1989: Bruce Chatwin, britischer Schriftsteller
- 1990: Manfred Künne, deutscher Schriftsteller
- 1993: Karl Bosl, deutscher Historiker
- 1993: Eleanor Burford, britische Schriftstellerin
- 1994: Martinus Lambillion, niederländischer Boxer
- 1994: Rolf Singer, deutscher Mykologe
- 1995: Adolf Butenandt, deutscher Biochemiker, Nobelpreisträger
- 1995: Werner Gromer, deutscher Fußballspieler
- 1996: Leonor Fini, argentinische Malerin
- 1997: Frankie Bastille, US-amerikanischer Stand-up-Comedian
- 1998: James Villiers, britischer Film- und Fernsehschauspieler
- 1999: Henri Charles Louis Romagnesi, französischer Mykologe
- 1999: Günter Strack, deutscher Theater- und Fernsehschauspieler
- 1999: Reginald Zupancic, österreichischer Geistlicher und Physiker
- 2000: Francis Haskell, britischer Kunsthistoriker
- 2000: Margarete Schütte-Lihotzky, österreichische Architektin

### 21. Jahrhundert
- 2003: Manja Behrens, deutsche Schauspielerin
- 2003: Egon Boldt, deutscher Gewerkschafter und Politiker
- 2005: Luitpold Schuhwerk, deutscher Dichter in Allgäuer Mundart
- 2005: Robert Moch, US-amerikanischer Ruderer
- 2005: Donald Hadfield, kanadischer Organist, Chorleiter und Kirchenmusiker

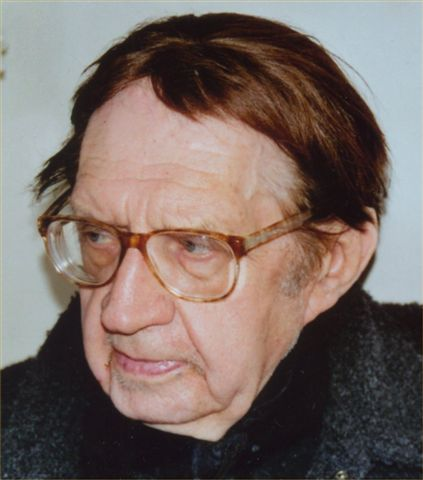
Jan Twardowski († 2006)

- 2006: Jan Twardowski, polnischer Lyriker, Religionspädagoge und Priester
- 2006: Anton Rupert, südafrikanischer Unternehmer
- 2007: Bienvenido Brens, dominikanischer Musiker und Komponist
- 2007: Carl de Groof, österreichischer Komponist und Orchesterleiter
- 2007: August Humer, österreichischer Organist und Cembalist
- 2007: Cyril Baselios Malancharuvil, indischer Großerzbischof von Trivandrum
- 2008: Hans Herbert Jöris, deutscher Dirigent und Hochschullehrer
- 2010: Rudolf Wöhrl, deutscher Unternehmer im Bekleidungseinzelhandel
- 2011: Sargent Shriver, US-amerikanischer Politiker
- 2016: Glenn Frey, US-amerikanischer Rockmusiker
- 2016: Sonja Kehler, deutsche Schauspielerin und Diseuse
- 2016: Else Marie Pade, dänische Komponistin
- 2016: Michel Tournier, französischer Schriftsteller
- 2017: Peter Abrahams, südafrikanischer Schriftsteller
- 2017: Wilhelm Noll, deutscher Motorradrennfahrer
- 2018: Hans Berge, deutscher Chemiker und Hochschullehrer
- 2018: Peter Mayle, britischer Schriftsteller
- 2019: Wolfgang Frühwald, deutscher Literaturwissenschaftler und Hochschullehrer
- 2019: Rolf Graf, Schweizer Radrennfahrer
- 2021: Jean-Pierre Bacri, französischer Schauspieler und Drehbuchautor
- 2021: Marius van Heerden, südafrikanischer Leichtathlet
- 2021: Thorsten Johansson, schwedischer Sprinter
- 2021: Lubomir Kavalek, tschechoslowakisch-amerikanischer Schachgroßmeister
- 2022: Lorenzo Alocén, spanischer Basketballspieler
- 2022: Francisco Gento, spanischer Fußballspieler
- 2022: Lusia Harris, US-amerikanische Basketballspielerin
- 2022: Paavo Heininen, finnischer Komponist, Pianist und Hochschullehrer
- 2022: Alberto Michelotti, italienischer Fußballschiedsrichter
- 2022: Janice Smith, US-amerikanische Eisschnellläuferin
- 2023: Henry Caicedo, kolumbianischer Fußballspieler
- 2023: Per Christiansson, schwedischer Radrennfahrer
- 2023: Clytus Gottwald, deutscher Komponist, Chorleiter und Musikwissenschaftler
- 2023: Víctor Rasgado, mexikanischer Komponist
- 2024: Don Balmer, Schweizer Schauspieler
- 2024: Josef Haas, Schweizer Skilangläufer und -trainer sowie Politiker

## Feier- und Gedenktage
- Kirchliche Gedenktage
  - Bekenntnis des Simon Petrus
  - Ludwig Steil, deutscher Pfarrer und Märtyrer (evangelisch)
  - Hl. Athanasius der Große, ägyptischer Kirchenvater, Patriarch von Alexandria und Schutzpatron (orthodox)
  - Hl. Kyrill von Alexandria, ägyptischer Kirchenlehrer, Kirchenvater und Patriarch von Alexandria (orthodox)
  - Hl. Margareta von Ungarn, ungarische Nonne (katholisch)
- Namenstage
  - Priska, Regina
- Weitere Informationen zum Tag
  - Deutschland: Reichsgründungstag (1871–1918)

Weitere Einträge enthält die Liste von Gedenk- und Aktionstagen.